# 2025
2025 (MMXXV) es el año actual. Es un año común que comienza en miércoles en el calendario gregoriano. Es también el número 2025 Anno Domini o de la designación de era cristiana, además del vigésimo quinto año del siglo XXI y del tercer milenio. Es el quinto año de la tercera década del siglo XXI y el sexto del decenio de los años 2020. 
El año 2025 es: 
- El Año de la Serpiente, según el horóscopo chino.[1]
- El Año del Santo Jubileo, de acuerdo al Vaticano.[2]
- El Año Internacional de la Paz y la Confianza, según la ONU.[3]
- El Año Internacional de las Cooperativas, según la ONU.[4]
- El Año Internacional de la Ciencia y la Tecnología Cuánticas, según la ONU.[5]
- El Año Internacional de la Conservación de los Glaciares, según la Organización de las Naciones Unidas.[6]
- El Año de la Mujer Indígena, según el Gobierno de México.[7]
- El Año del Aniversario 700 de la Fundación de la Ciudad de México-Tenochtitlan, según el Gobierno de México.[8]
- El Año de la Reconstrucción de la Nación Argentina, según el Gobierno de Argentina.[9]

## Acontecimientos

### Enero
- 1 de enero: 
  - Los bebés nacidos a partir de esta fecha son considerados parte de la Generación Beta.[10]
  - Cierra el servicio WWE Network, siendo su contenido transferido a Netflix.
  - Las primeras ediciones de Popeye el Marino, Las aventuras de Tintín y las ediciones de Mickey Mouse creadas en 1929, pasan a ser dominio público.[11]
  - En Francia, el canal Disney Jr. cesa sus emisiones tras 22 años.[12]
  - En Illinois (Estados Unidos) entran en vigor varias leyes laborales, sociales y ambientales.[13][14]
  - Rumania y Bulgaria se unen de manera definitiva al espacio Schengen.[15][16]
  - En Liechtenstein, entra en vigor la ley que legaliza el matrimonio entre personas del mismo sexo.[17]

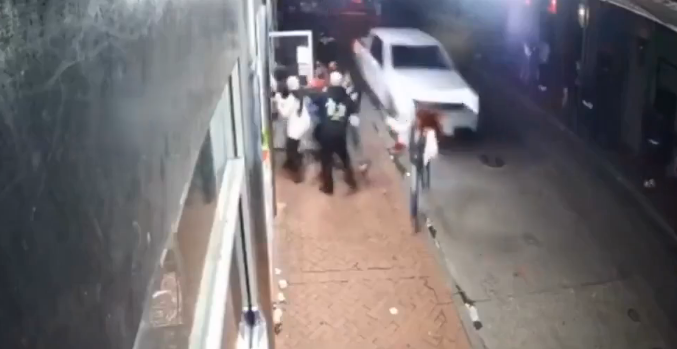
La imagen del CCTV del Ford Lightning 2023 con el que se realizó el atentado de Nueva Orleans.

- - En Nueva Orleans (Estados Unidos) se produce un atentado que deja 16 muertos y más de 36 heridos.
  - Ucrania detiene el transporte de gas ruso a través del país tras la expiración de un acuerdo de tránsito de cinco años, al tiempo que se convierte en Estado parte de la Corte Penal Internacional tras firmar el estatuto de roma.[18]
  - Fallece en Miami (Estados Unidos) el cantautor argentino Leo Dan a los 82 años de edad. Es reconocido por su enorme trayectoria en el mundo de la música con éxito como "Como te extraño mi amor", "Te he prometido", "Mary es mi amor".[19]

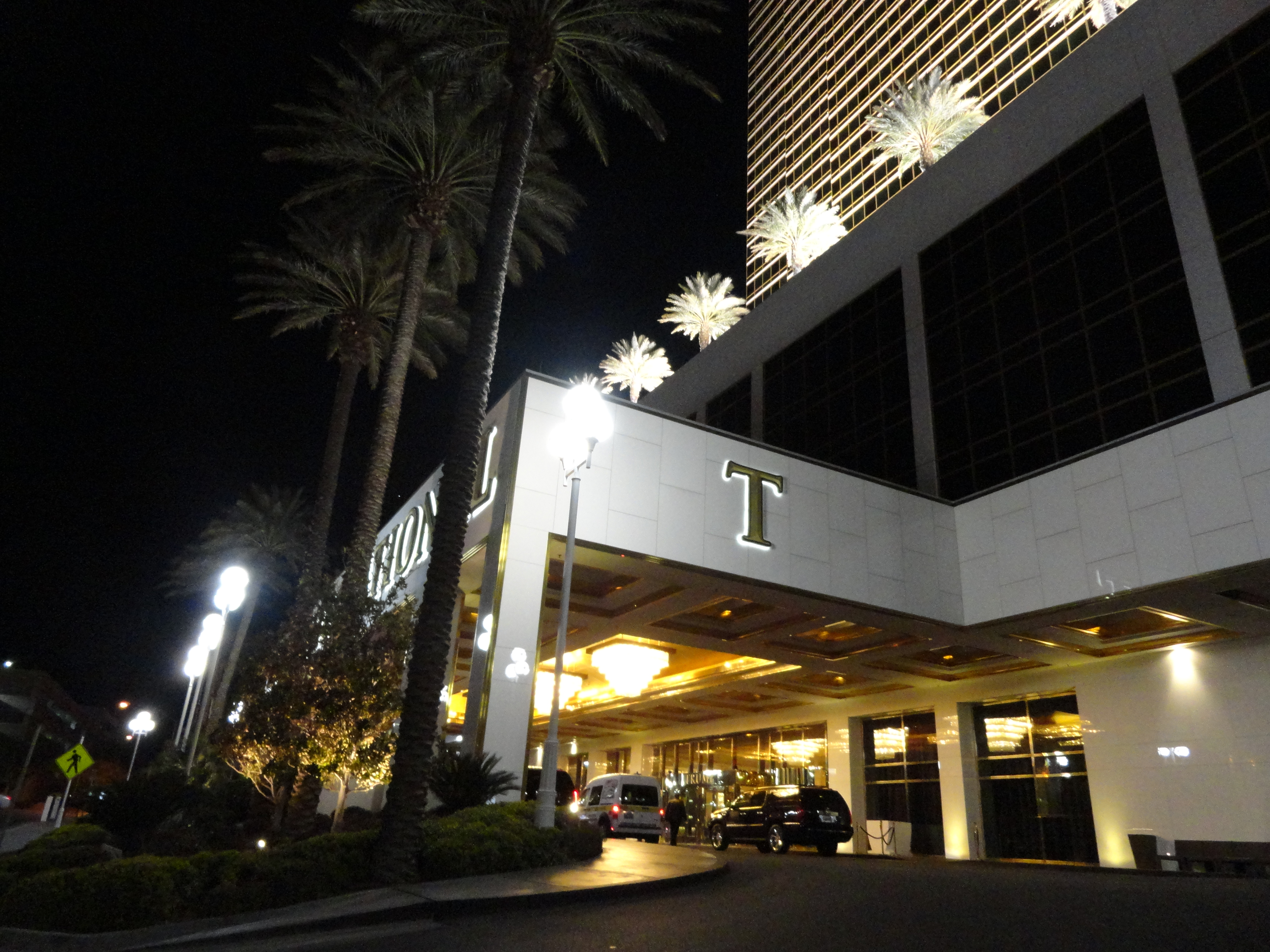
Imagen de la entrada y recepción del Trump Hotel Las Vegas, donde ocurrió la explosión del cybertruck.

- - En la entrada del Trump Hotel Las Vegas (Estados Unidos) explota un Cybertruck dejando a 7 transeúntes heridos, mientras que un cuerpo con una herida de bala fue encontrado en el interior del vehículo, el incidente se investiga como un atentado terrorista.[20]

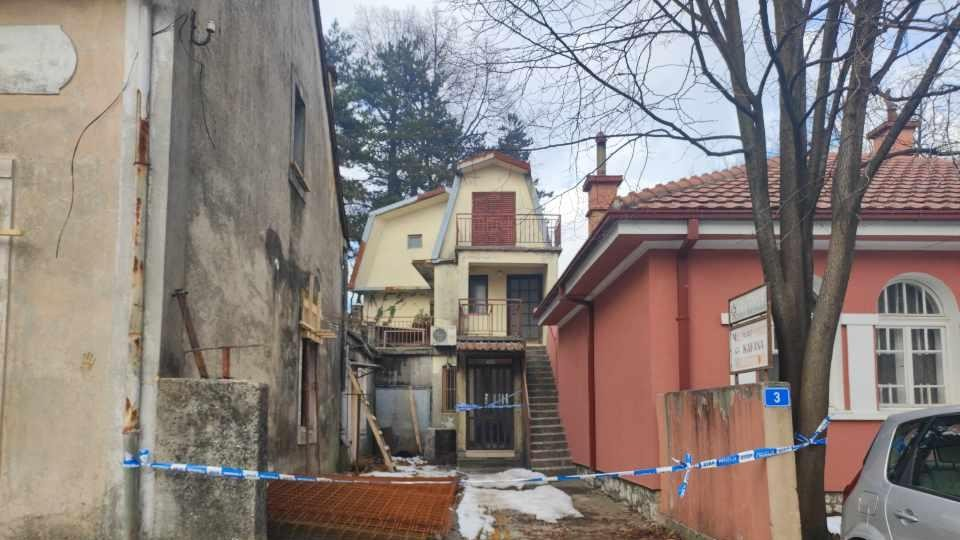
Uno de los lugares afectados por los tiroteos en Cetiña.

- - En Montenegro, ocurre un tiroteo masivo en Cetiña dejando 13 fallecidos, incluido el perpetrador.[21][22]
- 4 de enero:
  - Un violento terremoto de 5,7 sacude Etiopía matando a 2 personas y dejando varias personas heridas.[23]
  - Dimite el canciller austríaco Karl Nehammer tras el fracaso de las negociaciones para formar una coalición en el gobierno.[24][25]
  - En México, se registra un ataque armado en un bar de Villahermosa, Tabasco, dejando un saldo de 7 muertos y 5 heridos.[26]
- 5 de enero: Se registra un terremoto de 6,2 con epicentro en El Salvador, y perceptible en el oeste de Honduras y el sur de Guatemala.[27]
- 6 de enero: 
  - Justin Trudeau anuncia su dimisión como líder del Partido Liberal de Canadá y como primer ministro, tras 11 y 9 años al frente de éste respectivamente, aunque no la formaliza al instante.[28]
  - Fernanda Torres gana un Globo de Oro en la categoría de Mejor Actriz de Drama por la película Todavía estoy aquí, convirtiéndose en la primera actriz de origen brasileño en ganar esta categoría, a la vez de que Flow se convierte en el primer largometraje animado sin diálogos y de origen letones en ganar la categoría de "Mejor película de animación".[29][30][31]
  - Indonesia se une a los BRICS como miembro de pleno derecho, convirtiéndose en el décimo país del mundo en formar parte de estos.[32][33]
- 7 de enero: 

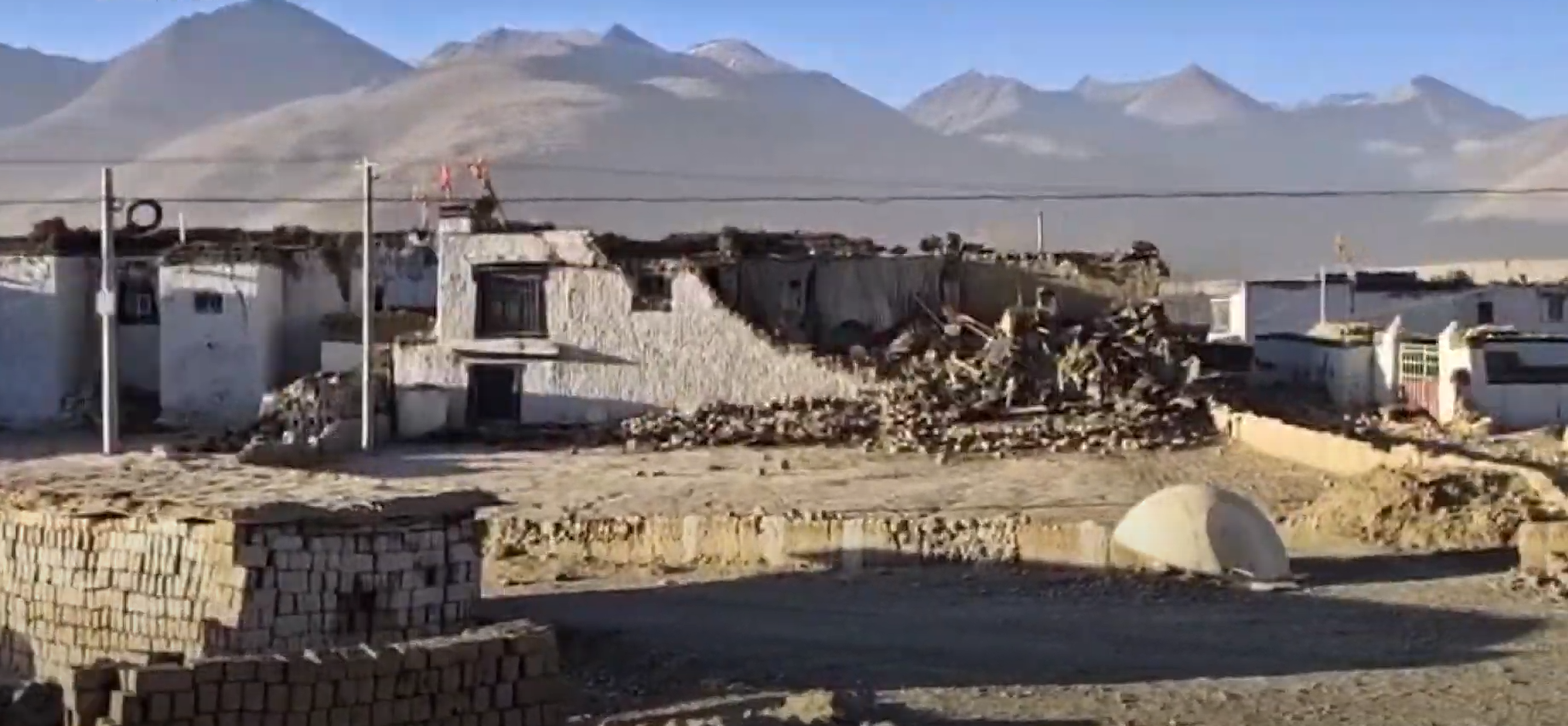
Casas derrumbadas por el terremoto en China.

  - Casas derrumbadas por el terremoto en China.Un terremoto de 7,1, sacude la Región autónoma del Tíbet en China dejando al menos 126 muertos y 351 heridos, siendo este el más mortífero desde 2023.
  - Tras 27 años de emisión, el canal de televisión Disney Channel España cesa sus transmisiones.[34][35][36]

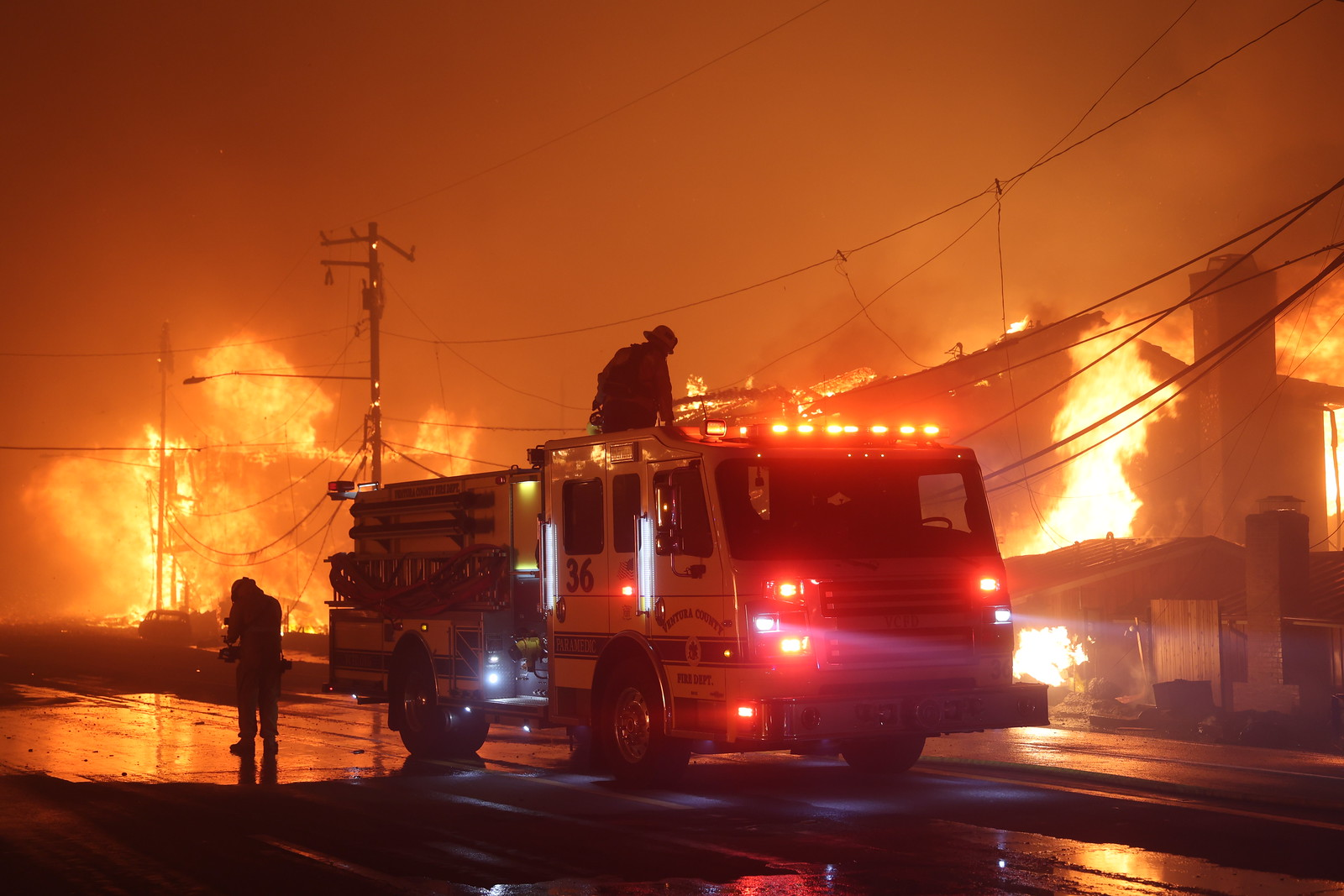
Bomberos de EEUU tratando de extinguir el fuego durante el incendio ocurrido en Palisades (California), el 8 de enero

  - Bomberos de EEUU tratando de extinguir el fuego durante el incendio ocurrido en Palisades (California), el 8 de eneroUna ola de incendios forestales empezó a afectar al sur de California (Estados Unidos) dejando al menos 28 muertos, cientos de heridos y más de mil damnificados.[37][38]
  - El Gobierno de Corea del Norte asegura haber probado un nuevo misil hipersónico con éxito. Este siendo lanzado desde las afueras de Pionyang en dirección noreste, llegando a una altitud máxima de 99,8 km y recorriendo 1.500 km antes de caer en aguas internacionales.[39][40]
- 8 de enero:

- - El general Joseph Aoun es elegido presidente del Líbano por el Parlamento nacional, poniendo fin así al vacío de poder que duró más de dos años.[41]
  - Ocurre el accidente aéreo de una avioneta Cessna 402 de Pacífica de Aviación en Urrao (Colombia): fallecen todos sus ocupantes.[42]
  - 19 personas (incluyendo 18 de los perpetradores) fallecen en un ataque al Palacio Presidencial en Yamena, la capital de Chad, perpetuado por el Boko Haram.[43][44]
- 9 de enero:

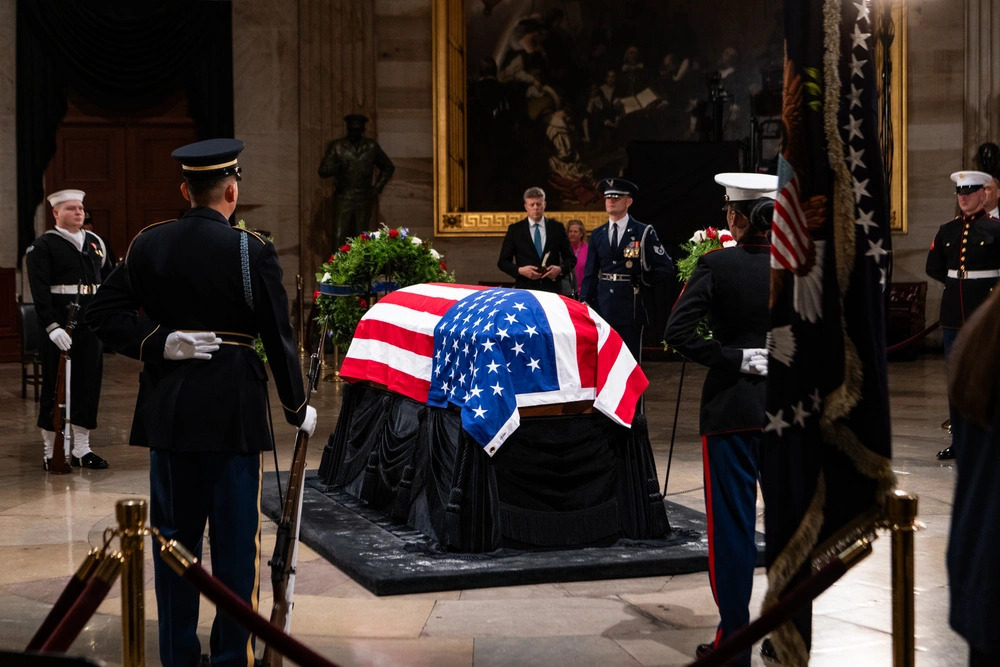
El féretro de Carter expuesto en el Capitolio. Nótese la guardia de honor dispuesta a su alrededor.

  - El féretro de Carter expuesto en el Capitolio. Nótese la guardia de honor dispuesta a su alrededor.Tiene lugar el funeral de estado del expresidente de los Estados Unidos Jimmy Carter, fallecido el 29 de diciembre de 2024.[45]
  - En Venezuela y otras partes del mundo, tiene lugar una jornada de protestas contra el gobierno actual del país faltando un día para la investidura presidencial de Venezuela. Durante ese lapso de tiempo, la líder de la oposición venezolana, María Corina Machado, fue detenida y posteriormente liberada por las fuerzas militares del régimen de Nicolás Maduro.[46][47]
- 10 de enero:
  - En Venezuela, Nicolás Maduro toma posesión como Presidente de Venezuela para el período 2025-2031, en medio de una crisis tras las disputadas elecciones en el país.
  - El presidente electo de los Estados Unidos, Donald Trump, es sentenciado a "libertad incondicional" por los 34 cargos de falsificación de registros comerciales en su caso de lavado de activos para silenciar a sus clientes en Nueva York.[48][49]
  - Las autoridades de Los Ángeles (California, Estados Unidos) declaran emergencia sanitaria local debido a la mala calidad del aire resultante de los incendios forestales en curso.[50]
- 11 de enero:
  - En Tokio (Japón) ocurre un violento ataque con martillo dentro de una universidad que deja 8 heridos, aunque no se reportaron fallecidos.[51]
  - Un grupo de criminales en Ecuador cometen un fatal atentado que posteriormente deviene en un magnicidio contra Eber Ponce Rosero, el alcalde de Arenillas.[52]
  - Una explosión en una gasolinera en Al-Bayda, Yemen, provoca 15 muertes y deja al menos 67 heridos, 50 de ellos de gravedad.[53]
  - En Lisboa, Portugal, a altas horas de la madrugada, ocurre un atentado contra el consulado de Venezuela.[54]
- 12 de enero: 
  - Croacia celebra la segunda vuelta de sus elecciones presidenciales. Zoran Milanović es elegido para un segundo mandato.[55]
  - En México, se registra un terremoto de 6,2 con epicentro en Coalcomán de Vázquez Pallares, en el estado de Michoacán.[56]
  - Inicia el Abierto de Australia 2025, un evento realizado por la Federación Internacional de Tenis (ITF) cuya sede en el Grand Slam, Melbourne, este terminó el 26 del mismo mes.[57]
  - Ocurre una avalancha de nieve en los Alpes de Piamonte (Italia); fallecen tres esquiadores y sobreviven dos de ellos.[58]
  - El FC Barcelona se consagra campeón de la XLI edición de la Supercopa de España, tras vencer 5-2 al Real Madrid en una final directa, consiguiendo su título n.º 15 en esta competición.[59]
- 13 de enero: Un terremoto de 6,8 sacude la Prefectura de Miyazaki, Japón, provocando una alerta de tsunami.[60]
- 15 de enero: 
  - El presidente suspendido de Corea del Sur, Yoon Suk-yeol, es arrestado con éxito luego de la controvertida declaración de ley marcial y una moción de censura exitosa en diciembre pasado.[61]
  - En el Estado de México, se registra una fuerte explosión en el municipio de Chimalhuacán, dejando un saldo de 2 muertos y 11 heridos.[62]
  - Israel y Hamás aprueban un acuerdo de alto el fuego que pretende poner fin a la guerra, intercambiar rehenes israelíes con prisioneros palestinos y permitir el ingreso de ayuda internacional.[63][64]
- 16 de enero:
  - Nintendo presenta oficialmente la Nintendo Switch 2 en sus plataformas digitales.[65]
  - En la región del Catatumbo (Colombia) estallan enfrentamientos entre el ELN y disidentes de las FARC, lo que causa más de 100 muertos y miles de civiles desplazados. El presidente Gustavo Petro suspende los diálogos de paz que mantenía con el ELN.[66]
- 18 de enero:
  - Al menos 86 personas mueren en la explosión de un camión cisterna con combustible en el noroeste de Nigeria.[67]
  - Dos jueces de la sharia son asesinados en sus salas del Tribunal Supremo de Irán en la capital, Teherán. El agresor hirió a otras dos personas y se suicidó tras los ataques.[68]
  - Nigeria se une a los BRICS como miembro socio, convirtiéndose en el undécimo país del mundo en formar parte de estos.[69][70]
- 19 de enero:
  - Entró en vigor la prohibición de TikTok en Estados Unidos, aunque la medida retrocede en cuestión de horas.[71]
  - Entra en vigor el acuerdo de alto el fuego entre Israel y Hamás.[72]

- 20 de enero: 
  - En Estados Unidos tiene lugar la segunda toma de posesión de Donald Trump como 47.º presidente de los Estados Unidos, lo que marca el inicio de su segundo mandato y el final de la presidencia de Joe Biden.Imagen de CCTV que muestra los escombros dejados por el atentado ocurrido en Trujillo (Perú).

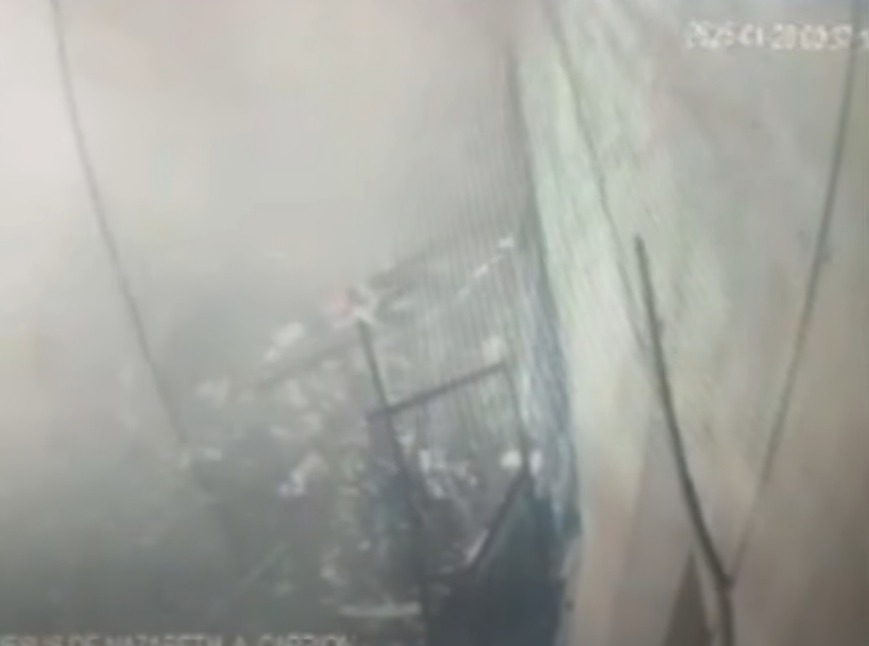
Imagen de CCTV que muestra los escombros dejados por el atentado ocurrido en Trujillo (Perú).

  - A altas horas de la madrugada, ocurre un atentado con explosivos frente a una sede del ministerio público de Trujillo (Perú) dejando 2 heridos graves.[73][74]
  - Trump firma un decreto de ley que retira a Estados Unidos de la Organización Mundial de la Salud.[75][76]
  - El Papa Francisco anuncia la disolución del Sodalicio de Vida Cristiana (sociedad de vida apostólica de origen peruano) por graves irregularidades y denuncias en contra de esta.[77][78]
- 21 de enero: 
  - 76 personas fallecen y 51 quedan heridas tras un fuerte incendio en un hotel de la estación de esquí de Kartalkaya, Turquía.[79]
  - En Taiwán, un terremoto de 6,4 deja al menos un saldo de 50 heridos.[80]
- 22 de enero: Ocurre un apuñalamiento masivo en Aschaffenburg, Alemania que deja 2 muertos y múltiples heridos.[81]
- 23 de enero:
  - En Tailandia el matrimonio entre personas del mismo sexo se legaliza oficialmente.[82]
  - Se inician protestas en la ciudad de Culiacán, México, a raíz de la crisis de seguridad en Sinaloa, esto ocurre tras el asesinato de una familia. Los manifestantes irrumpieron en el palacio municipal y en el del gobierno estatal.[83]
  - Por segunda vez, Micheál Martin es elegido primer ministro (Taoiseach) de Irlanda.[84]
- 24 de enero:
  - Concluye la reunión anual del Foro de Davos 2025.
  - El videojuego móvil The Simpsons: Tapped Out es retirado de las tiendas de aplicaciones, poniendo fin a 12 años de desarrollo.
  - La tormenta Éowyn azota Irlanda y el Reino Unido. Se registran vientos con velocidades récord de 183 km/h (114 mph) en Irlanda, mientras que más de un millón de hogares se quedan sin electricidad.[85][86]
- 26 de enero: 
  - Se avista un pez diablo negro vivo nadando hacia la superficie del mar en Tenerife, España.[87]
  - En Bielorrusia, se celebran elecciones presidenciales. El presidente Aleksandr Lukashenko es reelegido con el 86.82% de votos.[88] Tras esto, la Unión Europea denuncia un presunto «fraude» y una «falta de democracia» en estas.[89]
  - El periódico sirio Enab Baladi anuncia su regreso al país después de más de una década de exilio en Turquía debido a la guerra civil siria.[90]
  - El presidente Gustavo Petro niega la autorización del aterrizaje de un vuelo proveniente de Estados Unidos con inmigrantes deportados en suelo colombiano, y como respuesta, Donald Trump establece una serie de sanciones contra Colombia como el incremento en los aranceles de importaciones provenientes de dicho país y el congelamiento en el trámite de visas para colombianos. Horas después, el canciller Luis Gilberto Murillo informa que se ha llegado a un acuerdo con el gobierno estadounidense.[91]
  - Ocurre un atentado con disparos frente a la residencia diplomática de Venezuela en Bolivia.[92]
- 27 de enero: las acciones tecnológicas mundiales caen abruptamente en respuesta al lanzamiento de DeepSeek, un competidor chino de ChatGPT de OpenAI. El gigante de los chips Nvidia pierde casi 600 mil millones de dólares de su valor, la mayor caída para una sola empresa en la historia del mercado de valores de EE. UU.

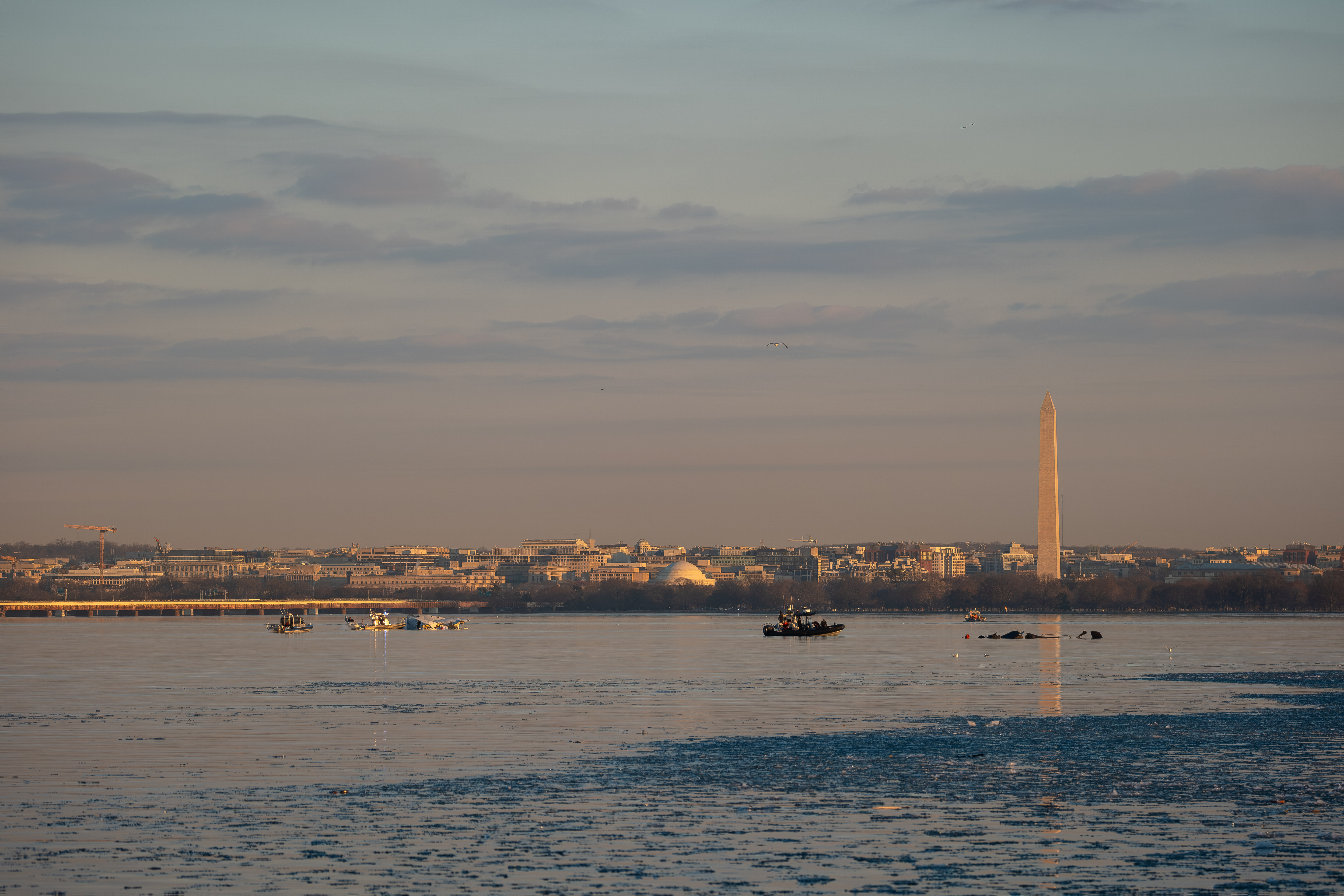
imagen del Río Potomac lugar donde colisionaron en el aire un helicóptero militar y el Vuelo 5342 de American Eagle.

- 29 de enero:

- - En Washington D. C. (Estados Unidos) ocurre una colisión en el aire entre un avión comercial y un helicóptero militar del Ejército de los Estados Unidos; tanto los 64 ocupantes del avión como los 3 ocupantes del helicóptero fallecieron.[93]
  - Ahmed al-Sharaa es designado como el vigésimo presidente de Siria, después de una vacante de un mes tras la caída del régimen de Assad.[94]
- 30 de enero: Tras la aprobación de una reforma constitucional, Nicaragua se convierte en una diarquía con Daniel Ortega y Rosario Murillo como copresidentes.[95]

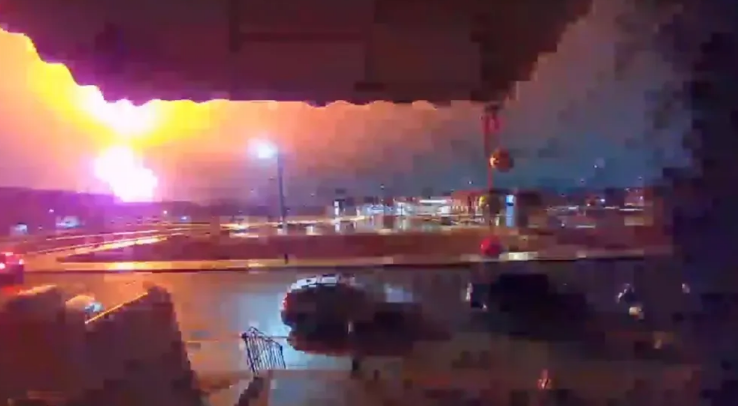
Imagen de una gran bola de fuego elevándose desde el sitio del impacto del Learjet 55 en Filadelfia.

- 31 de enero: Un Learjet 55, operado por una empresa mexicana de ambulancias aéreas, se estrella cerca de una zona comercial y residencial en la ciudad de Filadelfia (Estados Unidos). En un primer instante se reportaron 6 personas fallecidas y otras más heridas.[96]

### Febrero
- 1 de febrero: El presidente de los Estados Unidos, Donald Trump, impone un arancel del 10% a las importaciones procedentes de China.[97] Ese mismo día, Trump firmó un decreto que le imponía aranceles del 25% a México y Canadá, aunque este último fue pausado de manera temporal.[98][99]
- 2 de febrero: En la ciudad de Uijeongbu, Corea del Sur, fallece la actriz surcoreana Lee Joo-sil a los 80 años de edad a causa de un cáncer de estómago. Fue mundialmente conocida por interpretar el papel de Park Mal-soon, la madre del detective Hwang Jun-ho y madrastra de Hwang In-ho (el líder), en la segunda temporada de la serie El juego del calamar.[100]
- 3 de febrero: Trump y Elon Musk llegan a un acuerdo para cerrar oficialmente la USAID.[101]

- 4 de febrero: 

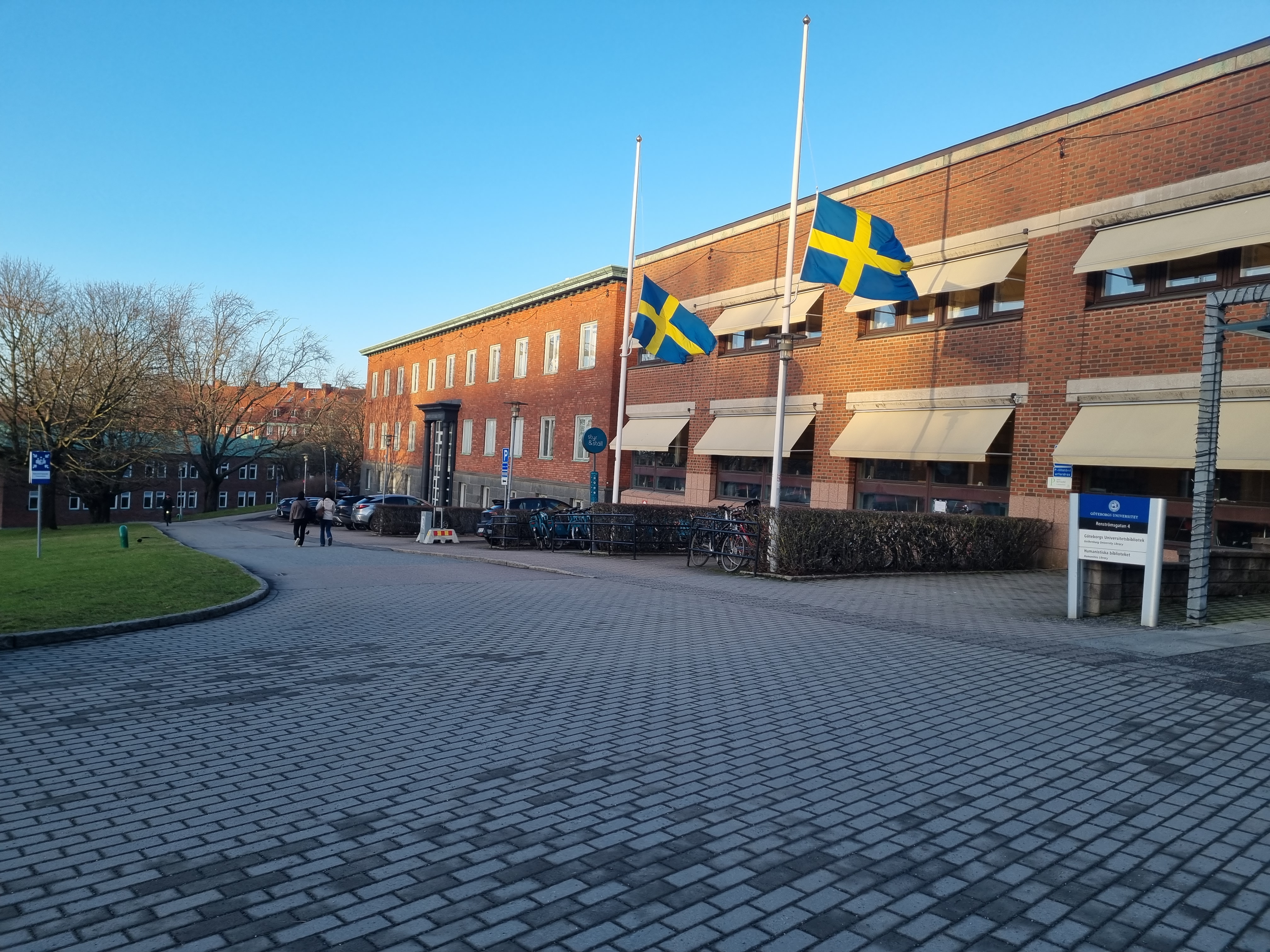
Imagen del campus Risbergska, lugar donde ocurrió un tiroteo que dejó 6 personas heridas y 11 muertos, incluyendo al perpetrador.

  - En la ciudad de Örebro, Suecia, ocurre un tiroteo escolar que deja 11 muertos, incluyendo el perpetrador.[102]
  - El presidente de los Estados Unidos, Donald Trump, anuncia que su país tomará el control de la Franja de Gaza en un acuerdo con Israel, y que el ejército estadounidense estará a cargo de la reconstrucción de Gaza.[103]
- 5 de febrero: Argentina, al mando de Javier Milei, decide retirarse de la Organización Mundial de la Salud por medio de un decreto nacional, debido a ciertas diferencias con este organismo durante la pandemia del Covid-19.[104][105]

- 6 de febrero:

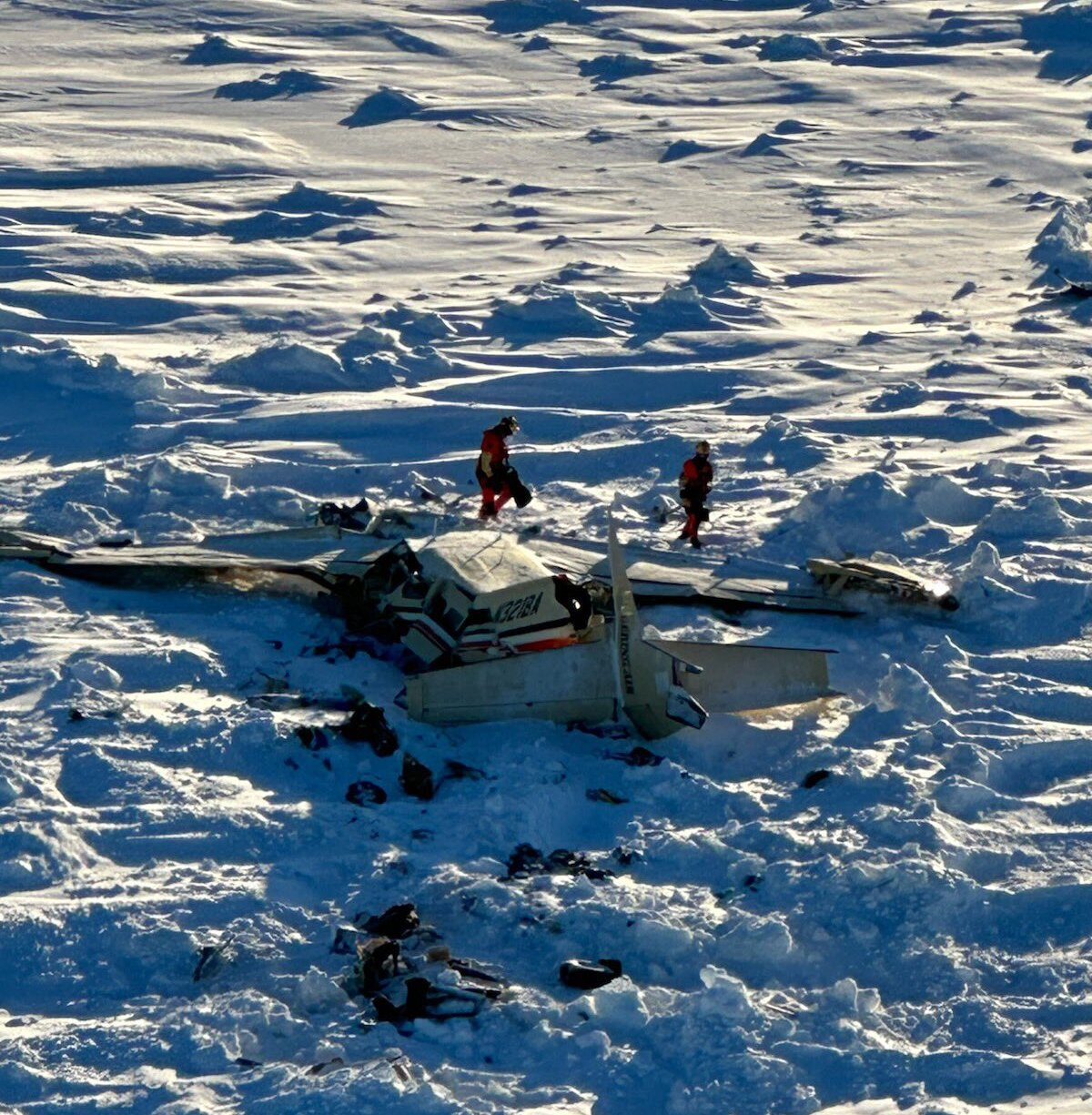
En Nome (Estados Unidos) se estrelló el Vuelo 445 de Bering Air un Cessna 208 Caravan donde fallecieron los 10 pasajeros que estaban en la aeronave, Imagen tomada por uno de los miembros de la Guardia Costera de Estados Unidos.

  - En Nome (Estados Unidos) ocurre el accidente del vuelo 445 de Bering Air; fallecen a bordo todos sus ocupantes.[106]
  - La FIFA suspende a la selección del Congo y a la de Pakistán de seguir participando en las Eliminatorias al Mundial.[107]
- 7 de febrero: Ocurre el nacimiento de Inés de Suecia, siendo la cuarta hija del príncipe Carlos Felipe de Suecia y la princesa Sofía, también es el nacimiento más importante del año.
- 8 de febrero: Un terremoto de 7,6 sacude el mar Caribe, entre las costas de Islas Caimán y Honduras; se emite una alerta de tsunami en varios países de Centroamérica y Norteamérica.[108]
- 9 de febrero: 
  - En Ecuador se realiza la primera vuelta de las elecciones generales.
  - Los Philadelphia Eagles vencen 40-22 a los Kansas City Chiefs en el Super Bowl LIX, celebrado en Nueva Orleans. Es el segundo título en la historia de la franquicia.
- 10 de febrero:

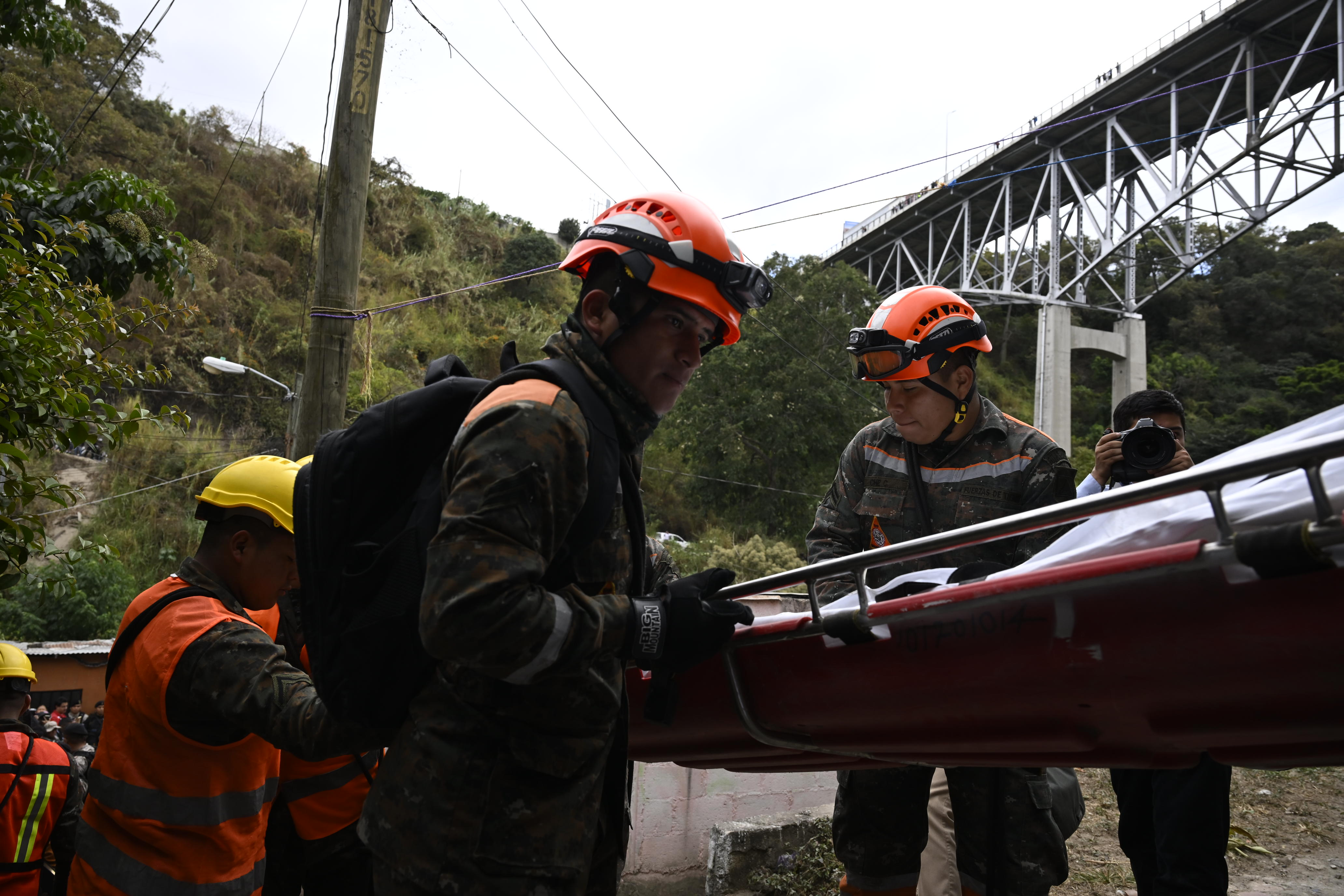
Miembros del ejercito y la policía en el accidente del bus en Guatemala.

- - Un bus cae al vacío en Ciudad de Guatemala dejando 56 muertos; el gobierno guatemalteco declara 3 días de luto nacional.[109]
  - El presidente de Rumania, Klaus Iohannis, anuncia su dimisión frente a un proceso que buscaba sacarlo del cargo, convirtiéndose en el primer presidente rumano en hacerlo después de la revolución.[110]

- 13 de febrero: En Múnich, Alemania, ocurre un atropello masivo en una manifestación sindical que deja 37 heridos y 2 muertos; el atacante, un joven afgano de 23 años, fue detenido por la policía.
- 14 de febrero:
  - En Chancay (Perú), un bus interprovincial y un auto caen al río chancay tras el colapso de un puente, se reportan 3 muertos y más de 40 heridos.[111][112]
  - A través de Twitter, el presidente argentino Javier Milei promociona la criptomoneda $LIBRA, sin embargo, luego se descubre de que se trataba de una estafa; esto provoca un escándalo político en el país.[113]
  - El papa Francisco es internado de emergencias a causa de una bronquitis que en los últimos días le había imposibilitado leer algunos discursos.[114]
  - Hamás libera a tres rehenes israelíes en medio de los acuerdos de alto el fuego.[115]
- 16 de febrero: Se da a conocer el fallecimiento en Puebla, México, de la vedette mexicanoestadounidense Yolanda Montes "Tongolele", a los 93 años de edad. Fue reconocida bailarina, vedette y actriz de la época del cine de oro mexicano, marcando toda una época en un país donde los supuestos valores de la "decencia" debían estar presentes para valerte en la sociedad de aquella época.[116]
- 17 de febrero: 
  - Un accidente de bus en Potosí (Bolivia) deja 30 fallecidos y varios heridos.[117]

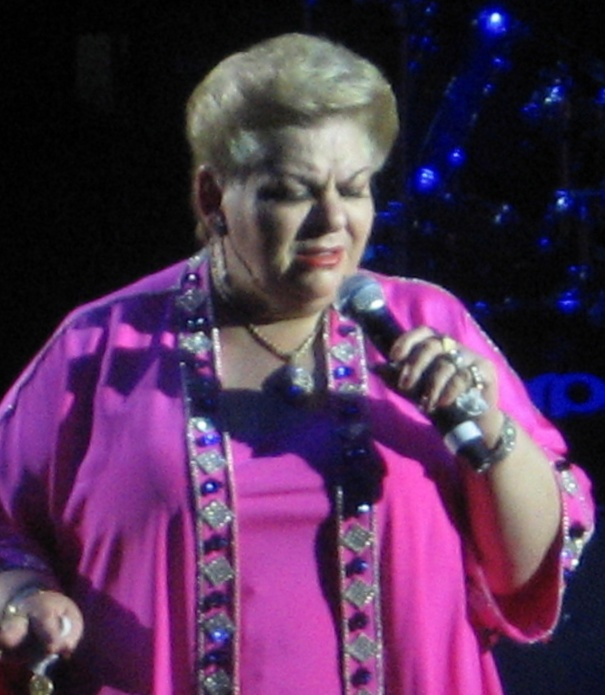
Paquita la del Barrio, fue un símbolo de lucha, en contra de las actitudes machistas, que aun persiste en México, sus canciones (basada en sus propias experiencias) expresan su desprecio a estas conductas que muchos hombres ejercen y replican.

  - Paquita la del Barrio, fue un símbolo de lucha, en contra de las actitudes machistas, que aun persiste en México, sus canciones (basada en sus propias experiencias) expresan su desprecio a estas conductas que muchos hombres ejercen y replican.Fallece en el estado mexicano de Veracruz, la reconocida cantante ranchera mexicana Paquita la del Barrio, a los 77 años de edad. Es reconocida por su enorme trayectoria en la música regional y ranchera de México, con éxitos como “Rata de dos Patas” o “Tres Veces te Engañé”, entre otros.[118]
  - Un avión con 76 pasajeros y 4 miembros de la tripulación perteneciente a la aerolínea estadounidense Delta Air Lines se estrelló mientras aterrizaba en el Aeropuerto Internacional Toronto Pearson en Ontario, Canadá. Hasta ahora, las autoridades de rescate han dado un saldo de 18 personas heridas, tres de las cuales presentan heridas de gravedad, entre ellas un menor de edad.[119]
- 18 de febrero: 
  - Vladímir Putin anuncia que Rusia y Estados Unidos han acordado oficialmente restablecer relaciones diplomáticas tras una cumbre en Arabia Saudita, llegando a un acuerdo tras un conflicto por la diferencia de sus posturas respecto a la invasión rusa de Ucrania.[120]
  - Egipto anuncia el descubrimiento de la tumba de Tutmosis II por un equipo conjunto británico-egipcio, la primera tumba real descubierta desde la de Tutankamón en 1922. Es la decimoquinta y última tumba de faraón de la XVIII Dinastía de Egipto encontrada por arqueólogos.[121]
- 20 de febrero: Fallece en la Ciudad de México, el actor y presentador de televisión Daniel Bisogno, a los 51 años de edad, por complicaciones de su estado de salud que padecía hace más de 1 año. Es reconocido por su trabajo como copresentador del programa Ventaneando, durante 28 años, además de su humor y sus críticas sin filtros en torno al mundo del espectáculo, que lo llevó a enfrentar muchas controversias en su carrera.[122]

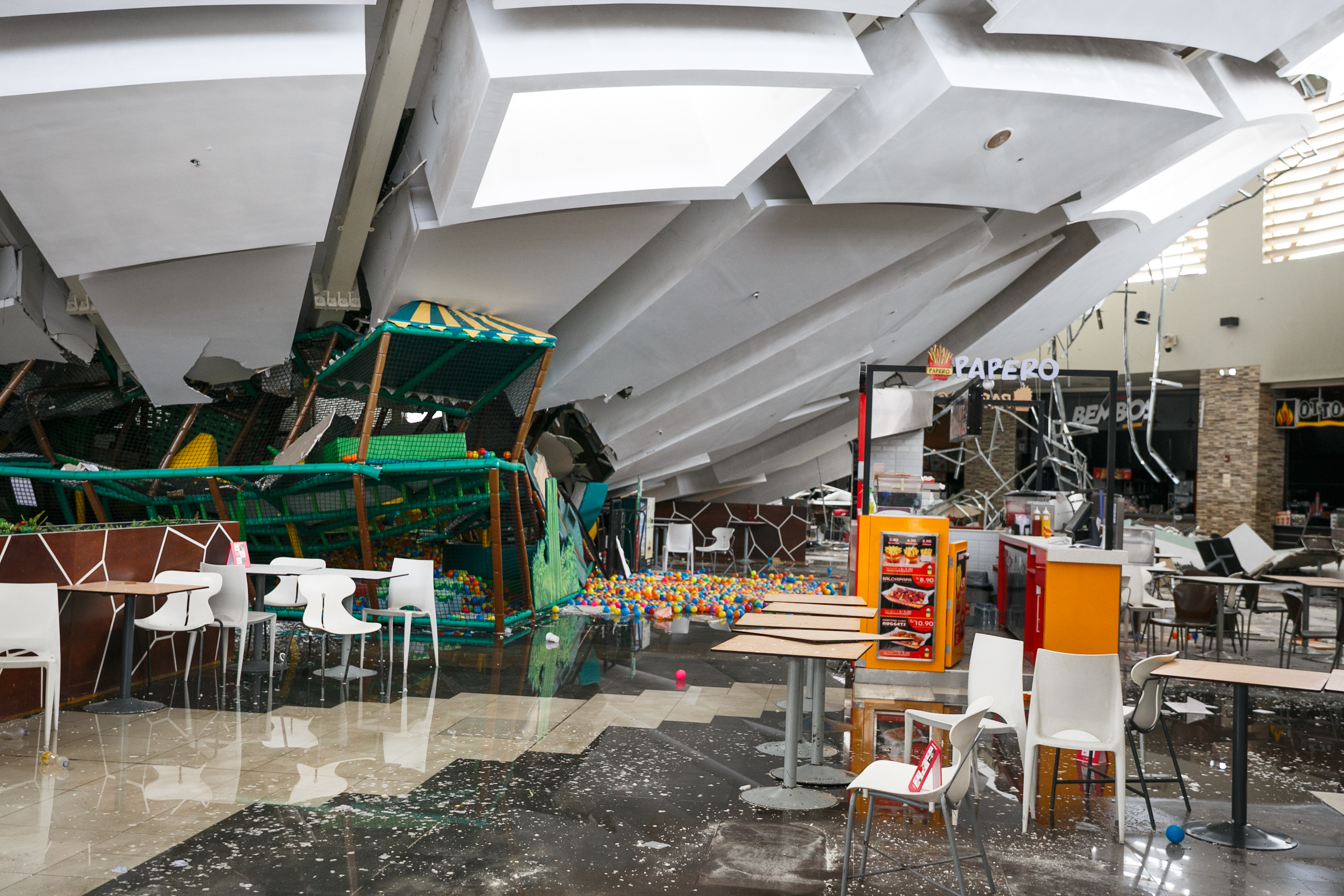
Imagen del patio de comidas del Real Plaza Trujillo tras la caída de su techo.

- 21 de febrero: En Trujillo, Perú, el colapso del techo de un centro comercial deja 6 muertos y más de 80 heridos.[123]
- 22 de febrero: 
  - Miembros de las fuerzas de la coalición internacional, lideradas por Estados Unidos, matan a Wasim Tahsin Bayraqdar, alto dirigente del grupo terrorista Hurras al-Din en Siria.[124]
  - En las cercanías de Puerto Triunfo (Colombia) miembros de la Policía Nacional matan a Oliverio Isaza Gómez alias 'Terror', miembro del Clan del Golfo.[125]
- 23 de febrero: En Alemania, se celebran elecciones federales, tras haber sido adelantadas como resultado de la crisis del gobierno alemán de 2024 y el cierre del parlamento.[126]
- 25 de febrero: 
  - Durante su hospitalización, el Papa Francisco aprueba la canonización de José Gregorio Hernández, lo que lo convierte en el primer santo de origen venezolano.[127]
  - Un Antonov An-26 de la Fuerza Aérea Sudanesa se estrella en una zona residencial, cerca de la base aérea de Wadi Seidna. Mueren los 17 ocupantes a bordo y 29 personas en tierra.[128]

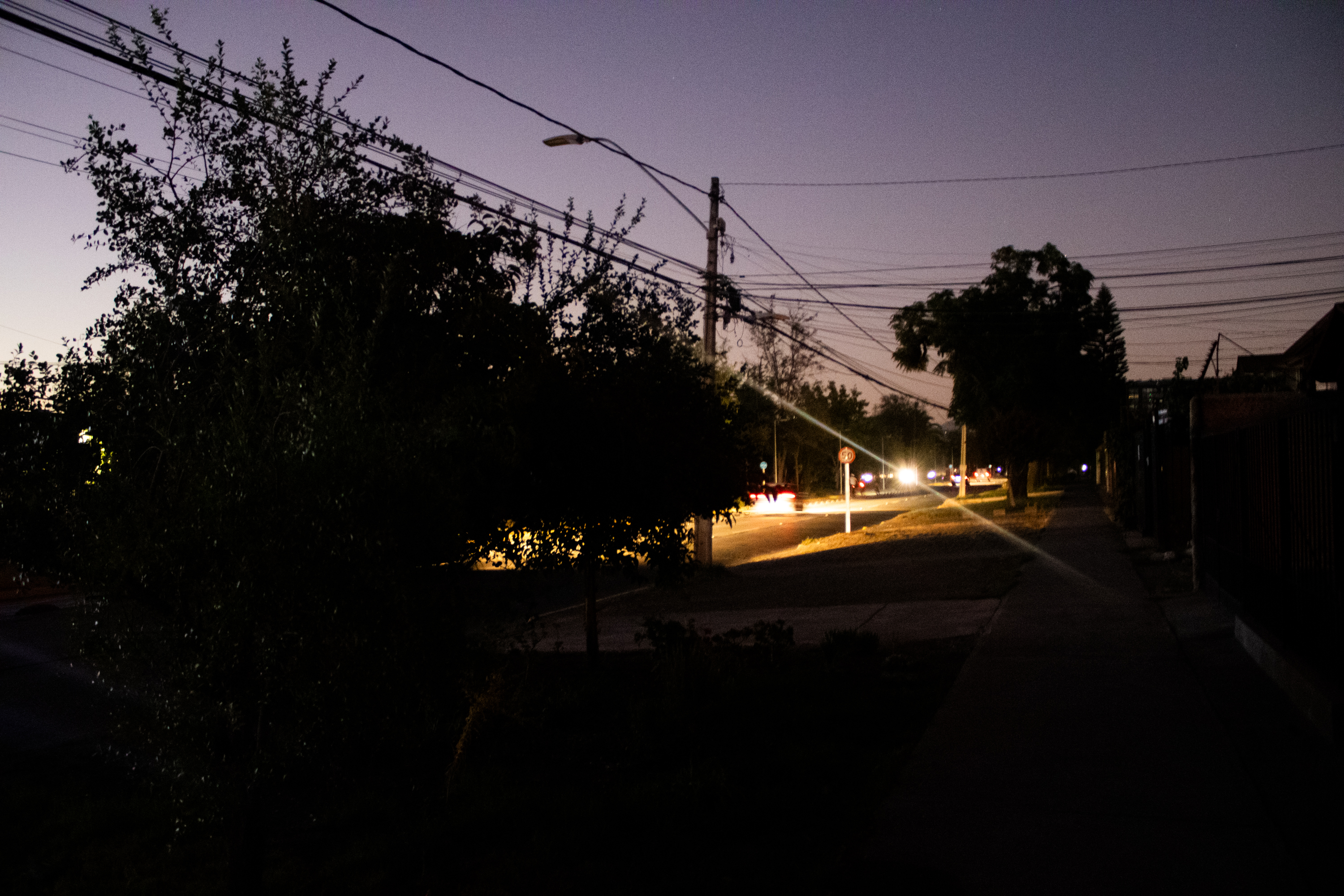
Imagen de la Avenida Marathón en Santiago durante el apagón.

  - Imagen de la Avenida Marathón en Santiago durante el apagón.En Chile, ocurre un apagón masivo que afectó a 14 regiones, incluyendo a la capital Santiago, en plena ola de calor.[129][130] Este causa la interrupción de varios servicios y actividades en el país, incluyendo la jornada del festival de Viña del Mar de esa noche.[131][132]
- 26 de febrero: Un autobús en Tailandia vuelca en una zanja, dejando 18 pasajeros muertos y otros 23 heridos.[133]
- 27 de febrero: son extraditados a Estados Unidos los narcotraficantes mexicanos Rafael Caro Quintero, fundador del Cártel de Guadalajara y los hermanos Miguel Treviño Morales y Omar Treviño Morales, líderes del grupo Los Zetas.[134]
- 28 de febrero: El presidente de Estados Unidos, Donald Trump, y el presidente de Ucrania, Volodomyr Zelensky, se reúnen en la Casa Blanca. Trump y el vicepresidente de Estados Unidos, J. D. Vance, critican duramente a Zelensky y plantean preguntas sobre el apoyo a Ucrania, la propuesta de poner fin a la guerra y el futuro del país en general.[135][136]

### Marzo
- 1 de marzo: 
  - En Montevideo, toma posesión Yamandú Orsi como Presidente de Uruguay, sucesor de Luis Lacalle Pou.
  - Las señales de televisión de The Walt Disney Company (Disney Channel, Star Channel, National Geographic, FX, Cinecanal y BabyTV) en Brasil finalizaron sus emisiones, siendo los canales de ESPN los únicos de propiedad de Disney que se mantienen en la televisión nacional.[137]
- 2 de marzo:
  - Firefly Aerospace se convierte en la primera empresa privada en aterrizar con éxito en la Luna, con el módulo de aterrizaje lunar Blue Ghost.[138]
  - En los premios Oscar, Ainda Estou Aqui gana el premio a la Mejor Película Internacional, el primer Oscar en la historia del cine brasileño, mientras que en el premio de la Mejor Película Animada lo gana Flow, convirtiéndose en el primer Oscar de Letonia.[139][140]
- 3 de marzo:
  - En Lima (Perú) ocurre un incendio en un almacén clandestino dejando afectaciones graves.[141]
  - En la ciudad alemana de Mannheim, ocurre un atropello masivo con un vehículo que deja 2 muertos y 11 heridos, el atacante fue detenido por la policía.[142][143]
- 4 de marzo: Colossal Biosciences crea ratones lanudos como parte de los esfuerzos de desextinción del mamut.[144]
- 5 de marzo: En Teuchitlán, México, miembros de un colectivo de búsqueda localizaron un campo de exterminio y crematorios clandestinos utilizados por el Cártel de Jalisco Nueva Generación. Además de restos óseos, fueron encontrados maletas de viaje, mochilas, artículos de aseo personal, prendas de vestir, libretas, libros, llaveros, fotografías, medicamentos, carteras, altares a la santa muerte y más de 400 pares de zapatos y sandalias.[145]
- 6 de marzo:
  - En Siria nuevamente vuelven a estallar enfrentamientos contra personas inocentes.
  - Dos F-16 de la Fuerza Aérea de Corea del Sur lanzaron accidentalmente ocho bombas Mark 82 en una zona poblada por civiles en Pocheon, dejando 43 heridos, 163 edificios dañados y varios autos destrozados.
- 7 de marzo:

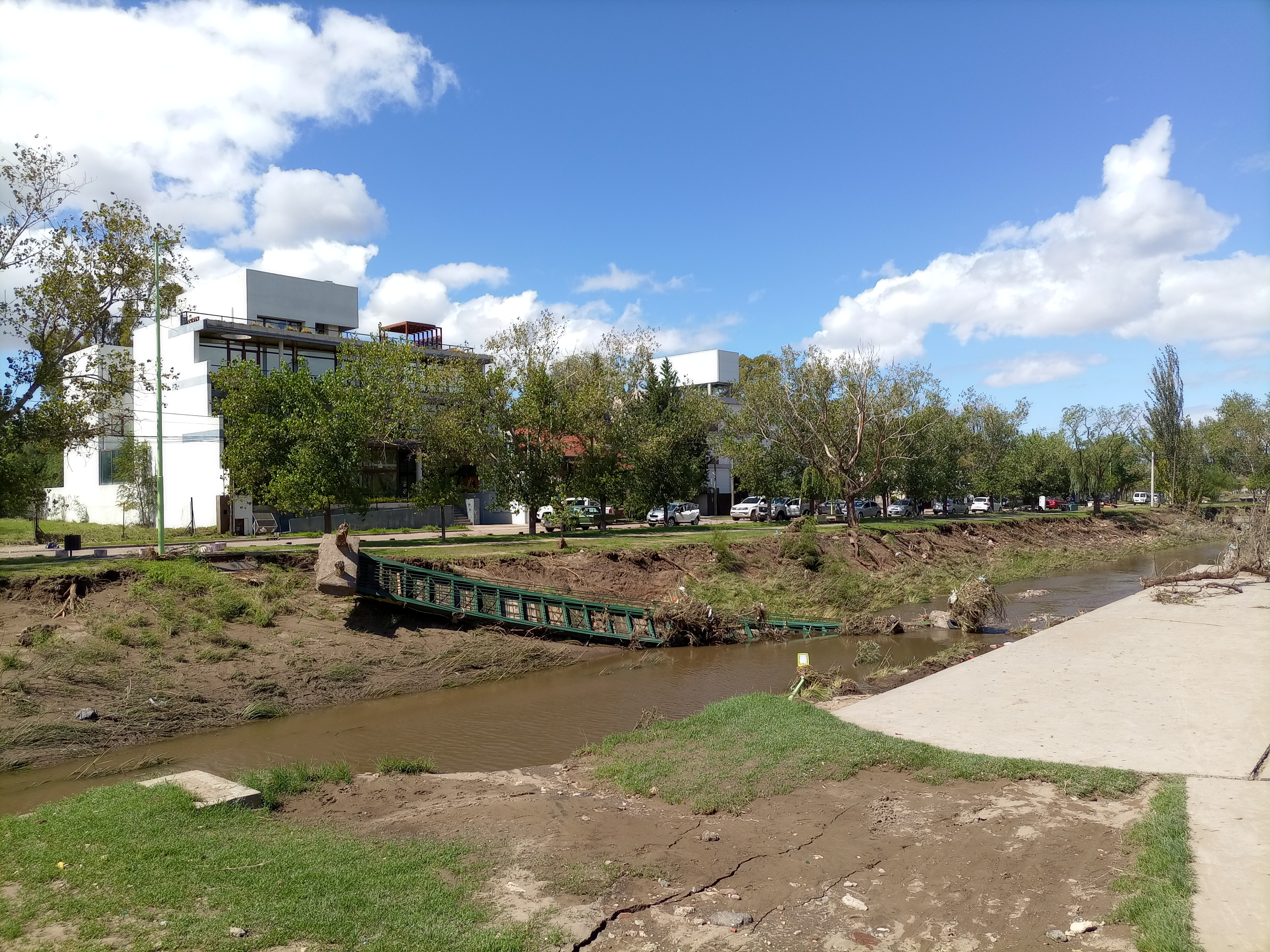
El 7 de marzo de 2025 en Bahía Blanca, Provincia de Buenos Aires, Argentina, ocurrió un desastre natural provocado por una serie de precipitaciones devinientes de un temporal que afectó al Partido de Bahía Blanca causando graves daños materiales, la evacuación de miles de personas y el fallecimiento de 16 personas. Imagen del puente del Arroyo Napostá derrumbado por la tormenta.

- - Un fuerte temporal azota la ciudad argentina de Bahía Blanca, dejando hasta el momento 10 fallecidos y devastando toda la ciudad. Es el peor temporal en la zona.[146]
  - La OSDH asegura que van más de mil civiles muertos en las masacres de alauitas en Siria producidas tras la caída de Bashar al-assad.[147]
- 9 de marzo: El calamar colosal (Mesonychoteuthis hamiltoni) es filmado por primera vez.[148]
- 10 de marzo: Ocurre una colisión de barcos en el mar del Norte entre el MV Stena Immaculate y el MV Solong.[149]
- 11 de marzo: 
  - Se cumplen 5 años desde que la OMS declaró pandemia a la COVID-19.[150]
  - Marco Rubio, secretario de Estado de Estados Unidos, se reunió con los gobernantes de Arabia Saudita. Entre varias conversaciones importantes se logró un acuerdo de un alto al fuego de 30 días a la guerra. Fue aceptada por Ucrania pero hasta el momento, Rusia no ha dado ninguna respuesta.[151]
  - Después de regresar de Hong Kong, el ex presidente filipino Rodrigo Duterte es detenido en el aeropuerto de Manila, la capital del país, y luego llevado en otro avión hacia La Haya, Países Bajos, esto en cumplimiento de una orden de captura emitida por la Corte Penal Internacional.[152] Durante su gobierno, Duterte adoptó una política estricta para combatir el tráfico ilegal de drogas, según la Corte, durante el proceso se cometieron innumerables crímenes contra la humanidad.[153]
  - Militantes del Ejército de Liberación de Baluchistán hacen estallar las vías del tren y secuestran el tren Jaffar Express con destino a Quetta y Peshawar, tomando como rehenes a 450 personas, entre ellas personal de seguridad y civiles.[154]
- 12 de marzo: Estados Unidos impone aranceles a todas las importaciones de acero y aluminio, incluidas las de Argentina, Brasil, México, Canadá y Japón.[155]
- 14 de marzo: El 14 de marzo de 2025 se produjo un eclipse lunar total en el descendente de la órbita de la luna con una Magnitud umbral de 1,1804. Imagen de la Luna durante el eclipse tomada en Mineápolis, Estados Unidos.

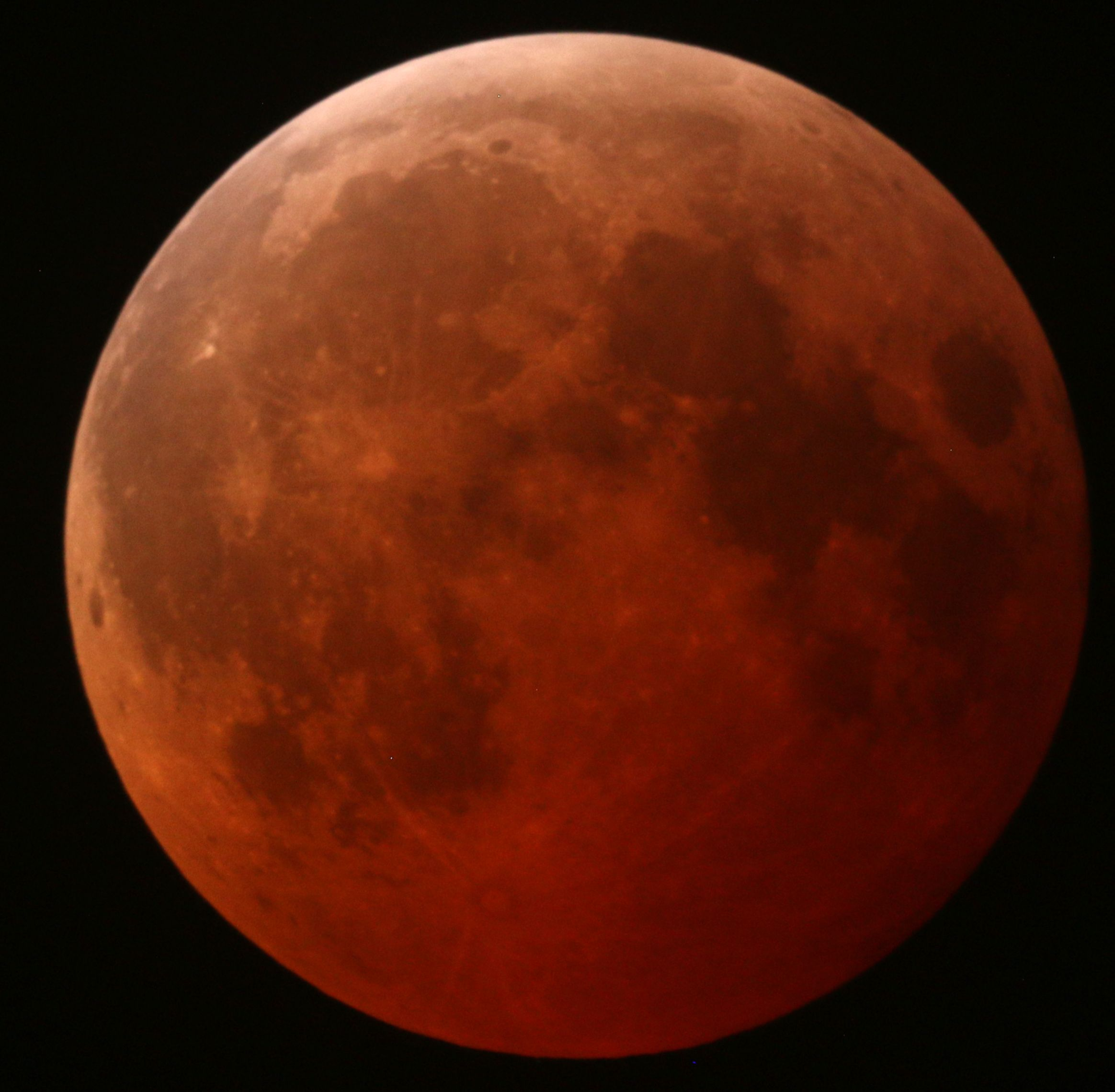
El 14 de marzo de 2025 se produjo un eclipse lunar total en el descendente de la órbita de la luna con una Magnitud umbral de 1,1804. Imagen de la Luna durante el eclipse tomada en Mineápolis, Estados Unidos.

  - Se produce un eclipse lunar total visible en gran parte del mundo.[156][157]
  - Mark Carney toma posesión como primer ministro interino de Canadá tras ganar las elecciones de liderazgo del Partido Liberal debido a la renuncia presentada por Justin Trudeau el 6 de enero del mismo año.[158][159]
- 16 de marzo:
  - Keith Rowley renuncia como primer ministro de Trinidad y Tobago tras nueve años en el cargo, antes de las elecciones generales de Trinidad y Tobago de 2025.[160][161]
  - Se produce un incendio en una discoteca en Kočani, Macedonia del Norte, matando al menos a 59 personas y hiriendo a otras 155.[162]
  - El equipo de futbol Newcastle, se corona campeón de la Carabao Cup al vencer 2-1 al Liverpool, rompiendo una de las peores sequías del futbol mundial al lograr su primer título de su historia.[163]
- 17 de marzo:
  - Stuart Young, presta juramento como Primer ministro de Trinidad y Tobago tras la renuncia de Keith Rowley, antes de las elecciones generales de Trinidad y Tobago de 2025.[164][165]
  - Un avión JetStream-32 se estrella en el mar de Roatán, Honduras dejando 12 muertos y 5 sobrevivientes, entre los fallecidos figura el expolítico y cantante Aurelio Martínez, sin embargo, su pareja sobrevivió al accidente.[166]
- 18 de marzo:
  - Ciudadanos Guatemaltecos salen a manifestar a las calles por una decisión contra el tránsito tomada por el Gobierno de Guatemala que según los ciudadanos, afectarán a las personas, mucho más a las personas de la tercera edad.[167]
  - Israel rompe unilateralmente el alto el fuego con Hamás al atacar varias ciudades de Gaza qué dejaron más de 400 muertos, reanudando así la guerra de Gaza.[168][169]
  - Ocurre un intento de magnicidio en contra del presidente de Somalia, Hassan Sheikh Mohamud, por medio de un atentado terrorista que dejó un total de 10 fallecidos y 20 heridos.[170]

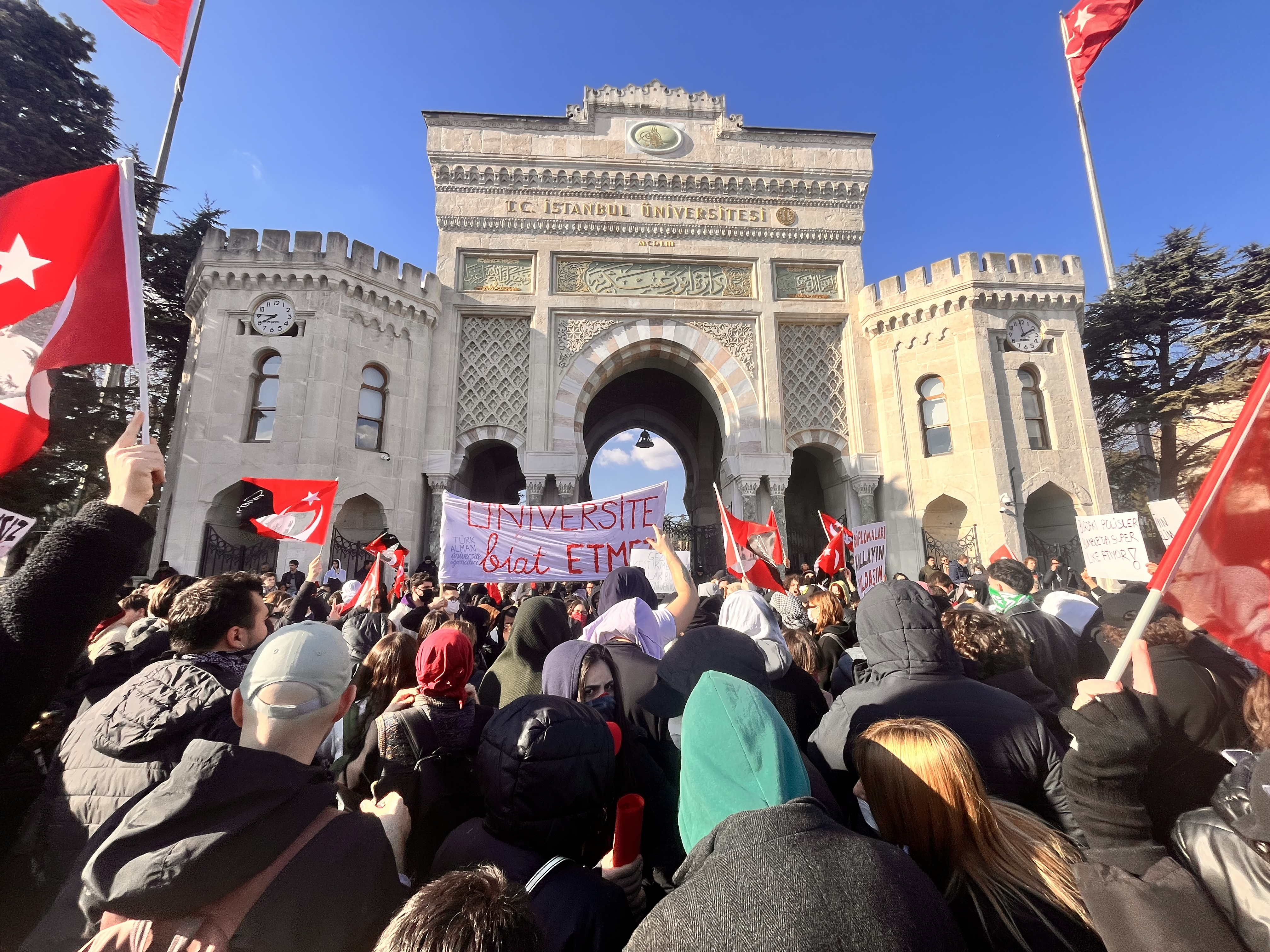
El 19 de marzo de 2025 estallaron fuertes Protestas contra el gobierno de Recep Tayyip Erdoğan en Turquía debido al arresto del alcalde de Estambul, Ekrem Imamoglu, rival político del Presidente de Turquía Erdoğan. Imagen de una de las manifestaciones.

- El 19 de marzo de 2025 estallaron fuertes Protestas contra el gobierno de Recep Tayyip Erdoğan en Turquía debido al arresto del alcalde de Estambul, Ekrem Imamoglu, rival político del Presidente de Turquía Erdoğan. Imagen de una de las manifestaciones.19 de marzo: Estallan fuertes protestas en Turquía tras el arresto del alcalde de Estambul Ekrem Imamoglu, siendo este el principal opositor del presidente Recep Tayyip Erdoğan.

- 20 de marzo: 
  - Japón se convierte en la primera selección en clasificar al Mundial 2026 al vencer 2-0 a Baréin en la fecha 7 de las Eliminatorias Asiáticas.[171]
  - En Ciudad del Cabo (Sudáfrica) fallece de cáncer de próstata el empresario y emprendedor irlandés Eddie Jordan.[172]
- 21 de marzo:
  - Netumbo Nandi-Ndaitwah toma posesión como Presidenta de Namibia.[173]
  - Fallece George Foreman a los 76 años de edad. Es un boxeador muy reconocido por haber peleado contra Mohamed Alí.[174]
  - Una serie de incendios forestales empiezan a azotar la zona meridional y el centro de Corea del Sur, hasta la fecha se han confirmado decenas de fallecidos y heridos.[175][176]
- 23 de marzo: La selección de México consigue su primer título de la Liga de Naciones de la Concacaf al vencer 2-1 a Panamá.[177]
- 24 de marzo: Nueva Zelanda se convierte en la segunda selección en clasificar al mundial de 2026 por medio de la clasificación de la OFC, siendo su última participación en el mundial de 2010.[178]
- 25 de marzo: Argentina se convierte en la cuarta selección en clasificar al mundial de 2026 por medio de la clasificación de la Conmebol, siendo este el campeón mundial tras la edición de Catar 2022, al igual que Irán se convierte en la tercera selección en clasificar al mundial de 2026.[179][180]
- 27 de marzo: En el mar rojo de Egipto, se hunde un submarino dejando a 6 turistas fallecidos.[181]
- 28 de marzo:

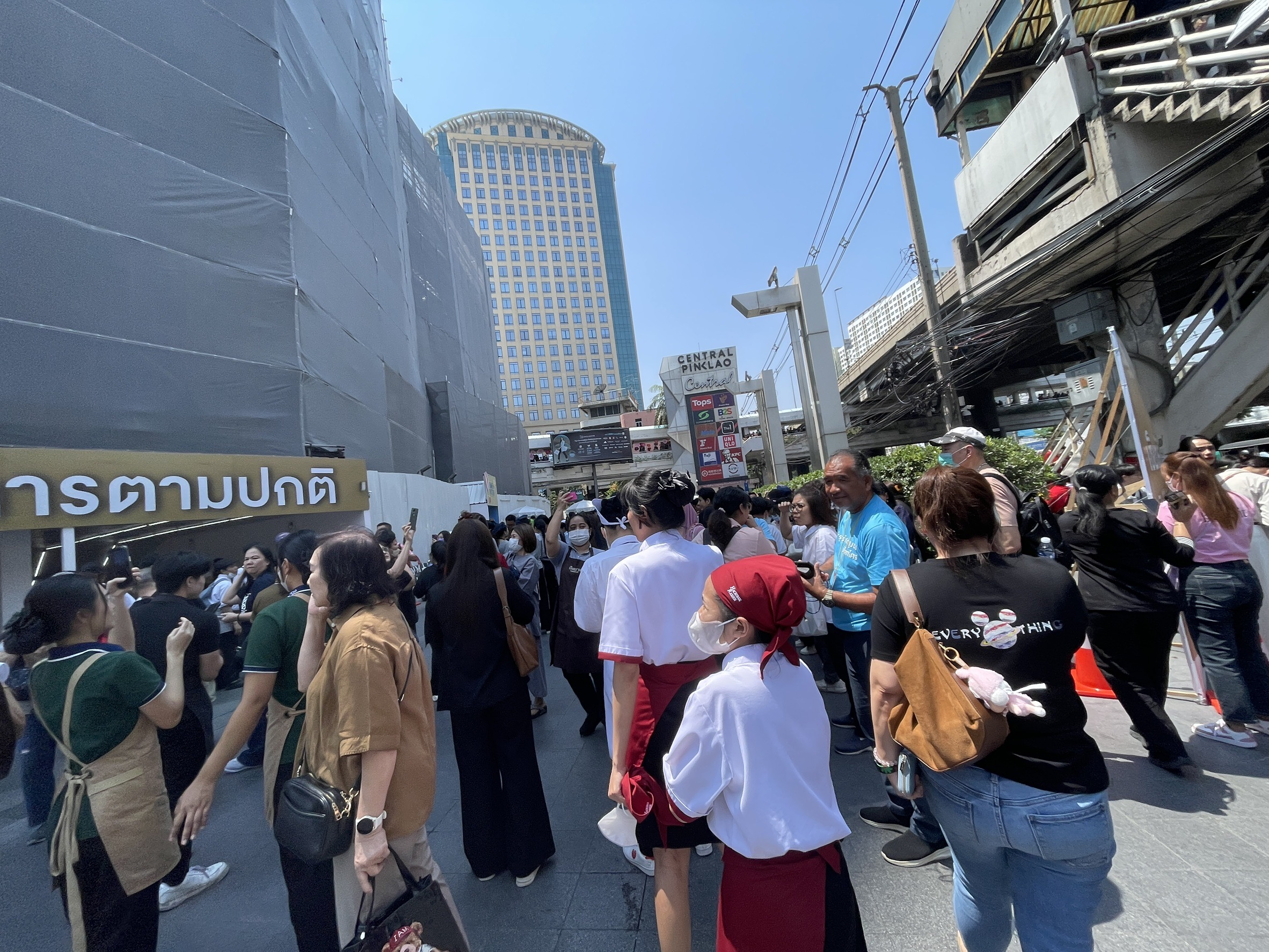
El 28 de marzo se produjo un terremoto de magnitud 7,7 en la Región de Sagaing, Myanmar y en zonas aledañas causando más de 5.000 fallecidos y más de 11.000 heridos y dejando daños en lugares como Bangkok, Tailandia. Imagen de personas evacuadas tras el sismo.

- - Un terremoto de magnitud 7,7 se registra en Myanmar y en zonas aledañas, dejando un saldo de 5.994 muertos y 11.404 heridos, así como graves daños en lugares como Bangkok (Tailandia). Este terremoto es el más mortífero desde los terremotos de Turquía y Siria de 2023.[182][183]
  - Evo Morales lanza su propio partido político tras su ruptura de lazos con el oficialismo del MAS previo a las elecciones de Bolivia en el 2025.[184]
  - El Tribunal Superior de Justicia de Cataluña (España) anula las condenas del exfutbolista Daniel Alves, dictaminando que no hay pruebas suficientes para apoyar las acusaciones de abuso sexual en su contra.[185]
- 30 de marzo: En algunas regiones de Colombia inicia el apagón analógico, el cual marca el paso definitivo de dicho país a la televisión digital terrestre.[186]
- 31 de marzo: 
  - Se introduce el florín caribeño, reemplazando al florín de las Antillas Neerlandesas como la moneda para Curazao y San Martín.[187]
  - Se cumplen 30 años de la muerte de la cantante Selena.[188]
  - En Tonga, un terremoto de 7,1 provoca una alerta de tsunami en el país, levantándose una hora después.

### Abril
- 1 de abril: 
  - Fram2, lanzado a bordo de un cohete Falcon 9 de SpaceX, se convierte en el primer vuelo espacial tripulado en entrar en una órbita polar retrógrada, es decir, en volar sobre los polos de la Tierra.[189]
  - Una sección de un gasoducto, propiedad de Petronas, se rompe en Selangor, Malasia, lo que provoca un incendio masivo que hiere a 145 personas.[190]
- 2 de abril: 
  - Se conmemora 20 aniversario del fallecimiento del Papa Juan Pablo II.[191]
  - El gobierno de los Estados Unidos impone un arancel universal del 10% a todas sus importaciones, con gravámenes a algunos países.[192]
- 3 de abril: Hungría se retira de la Corte Penal Internacional después de que el primer ministro israelí y acusado de criminal de guerra, Benjamín Netanyahu, aterrice en Budapest para una visita de Estado, desafiando la orden de arresto de la Corte Penal Internacional contra él.[193]
- 4 de abril: El Tribunal Constitucional de Corea confirma por unanimidad el juicio político del presidente de Corea del Sur Yoon Suk-yeol en una votación de 8-0, destituyéndolo oficialmente de su cargo, esto por proclamar la ley marcial en diciembre de 2024[194]
- 5 de abril:

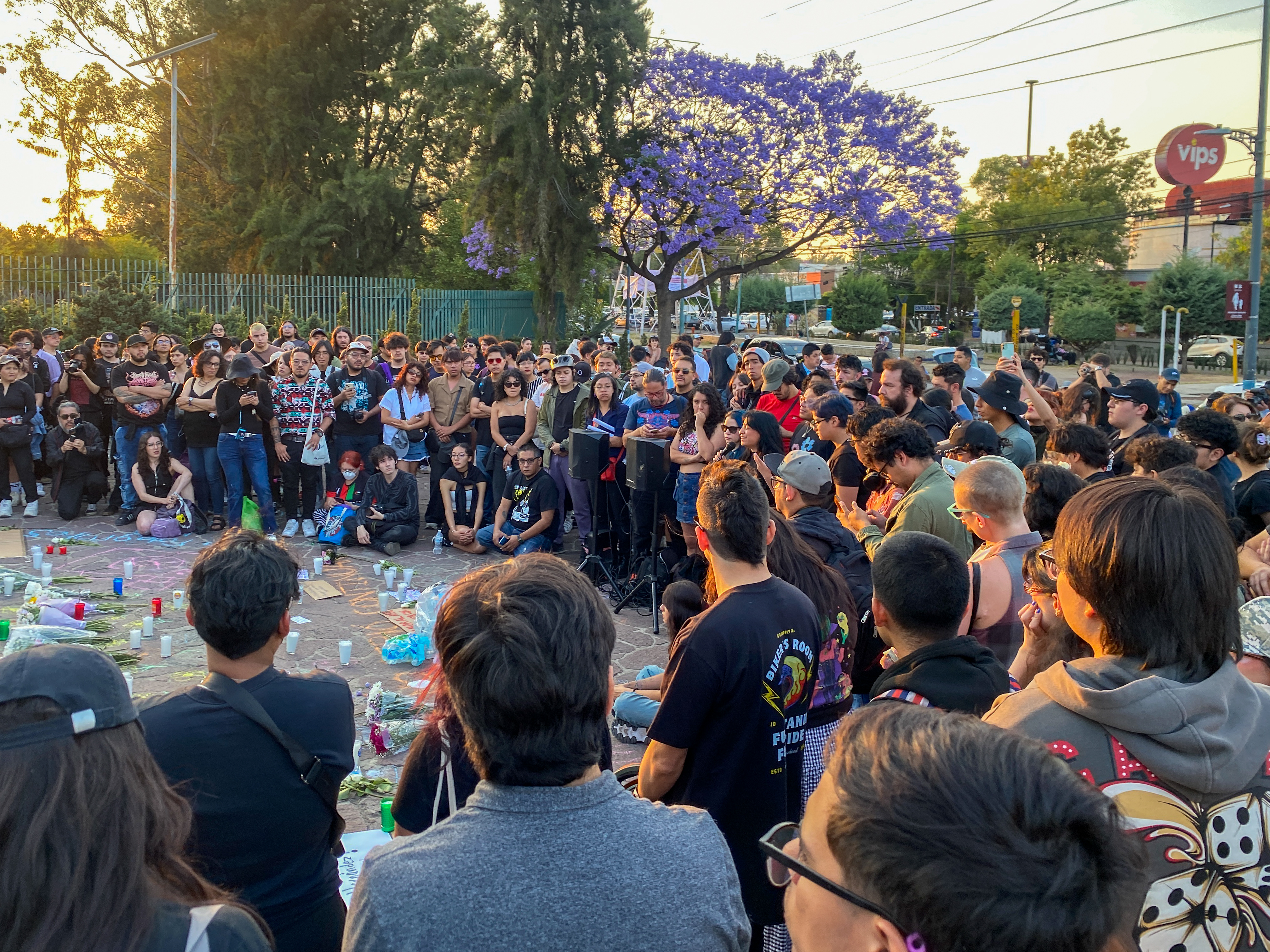
el 5 de abril de 2025 ocurrió una tragedia en el Parque Bicentenario de Ciudad de México, donde fallecieron 2 personas aplastadas por una estructura que cayó junto a uno de los escenarios. Imagen de protestas en la CDMX por la muerte de dos fotógrafos durante el incidente.

- - En la Ciudad de México, fallecen 2 personas, tras la caída una estructura metálica colocada para un evento musical organizado por la empresa de desodorantes AXE, provocando la suspensión de actividades del Parque Bicentenario (inaugurado en 2010).[195]
  - En Francia, el PSG obtiene su decimotercer título de la Ligue 1 al quedar campeón matemáticamente.[196]
- 6 de abril: El presidente serbio, Aleksandar Vucic, nombra a Jura Macut como el primer ministro de Serbia.[197][198]
- 7 de abril: La empresa de biotecnología Colossal Biosciences presenta el nacimiento de 3 "lobos terribles", esto modificando genéticamente el ADN del lobo gris con fósiles de lobos terribles, este último está extinto desde hace 9.500 años.[199]
- 8 de abril: En República Dominicana, el techo de una discoteca colapsa durante un concierto de Rubby Pérez, dejando al menos 226 fallecidos y más de 160 heridos.[200][201]
- 10 de abril: 
  - Fallece el exfutbolista y entrenador neerlandés Leo Beenhakker.[202]

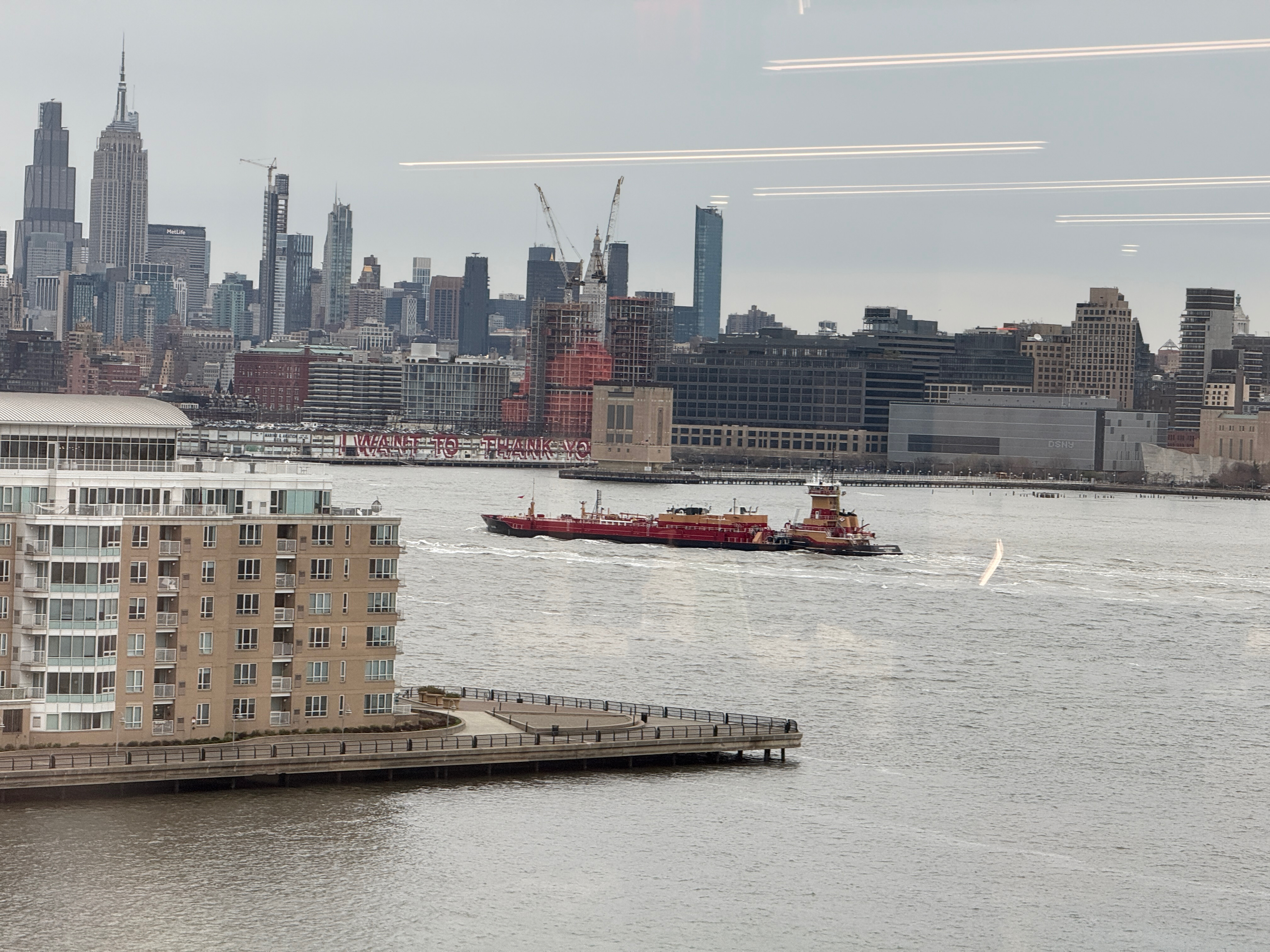
El 10 de abril de 2025 en Nueva York ocurrió una accidente de helicóptero sobre el río Hudson donde fallecieron a bordo 6 personas de origen español. Imagen del río Hudson 3 minutos antes del accidente.

- - Ocurre un accidente de helicóptero sobre el río Hudson de Nueva York (Estados Unidos); fallecen a bordo seis personas, 5 turistas de origen español y el piloto.[203]
  - Antes del partido entre Colo Colo vs Fortaleza en la Copa Libertadores, ocurre una estampida en el estadio Monumental de Colo-Colo tras enfrentamientos entre carabineros y sectores de la hinchada, el incidente dejó 2 hinchas fallecidos y varios heridos.[204]
  - Al menos 17 personas son asesinadas por militantes del Ejército de Liberación Nacional de Papúa Occidental en la provincia de Alta Papúa, Indonesia, como parte del conflicto de Papúa Occidental.[205]
  - Zimbabue comienza a pagar la primera compensación financiera a los agricultores blancos cuyas granjas fueron confiscadas a agricultores negros por el régimen de Robert Mugabe entre 2000 y 2002.[206]
- 13 de abril: 
  - En Ecuador, se realiza la segunda vuelta de las elecciones generales, ganando Daniel Noboa con el 56% de los votos.[207]
  - Fallece el escritor peruano Mario Vargas Llosa a sus 89 años de edad.[208]
  - En una discoteca en La Paz, Bolivia, un joven disfrazado del "Joker" apuñaló a tres personas, una de ellas terminó perdiendo la vida.[209]
- 14 de abril: Al menos 51 personas mueren en enfrentamientos cada vez mayores entre pastores de diversas religiones rivales en el estado de Plateau, Nigeria, mientras que otras 2.000 personas son desplazadas de sus aldeas nativas.[210]
- 15 de abril: 
  - El expresidente del Perú, Ollanta Humala, y la ex primera dama, Nadine Heredia, son sentenciados a 15 años de prisión efectiva por el delito de lavado de activos agravado durante las campañas presidenciales del 2006 y 2011, posteriormente Nadine Heredia buscaría asilo en Brasil.[211]
  - Un incendio de gran magnitud en los interiores de una embarcación provoca un naufragio en la República Democrática del Congo, dejando al menos 143 fallecidos y múltiples heridos.[212]
  - El presidente de Singapur, Tharman Shanmugaratnam, anuncia la disolución del parlamento nacional, a la vez que convoca a elecciones generales para el 3 de mayo de este mismo año.[213]
- 16 de abril: 
  - Un bus escolar se incendia después de la explosión de dos cilindros de gas licuado en el municipio de Uncía, Potosí, en Bolivia. Perdieron la vida cinco estudiantes.[214]
  - El político argentino Germán Kiczka, es condenado a 14 años de prisión por el delito de la red internacional de pedofilia y abuso sexual infantil que cometió junto con su hermano el año pasado.[215]
- 17 de abril: Se descubre que la atmósfera de K2-18b, un posible mundo acuático ubicado a 124 años luz de distancia, contiene grandes cantidades de sulfuro de dimetilo, compuesto que, en la Tierra, solo se sabe que son producidos por la vida. Si bien se requieren más pruebas, se describe como «la evidencia más sólida hasta la fecha de actividad biológica más allá del Sistema Solar».[216]
- 18 de abril: Ocurre un ataque perpetuado por un grupo armado en Manabi, Ecuador durante un evento de pelea de gallos, dejando al menos 12 fallecidos.[217]
- 19 de abril: 
  - En Chile se celebra el centenario del club deportivo Colo-Colo.[218]
  - El presidente ruso, Vladímir Putin, anuncia una tregua de Pascua suspendiendo las hostilidades hacia Ucrania en medio del conflicto bélico entre ambas naciones hasta el 21 de abril de este año.[219][220]

- 21 de abril: 

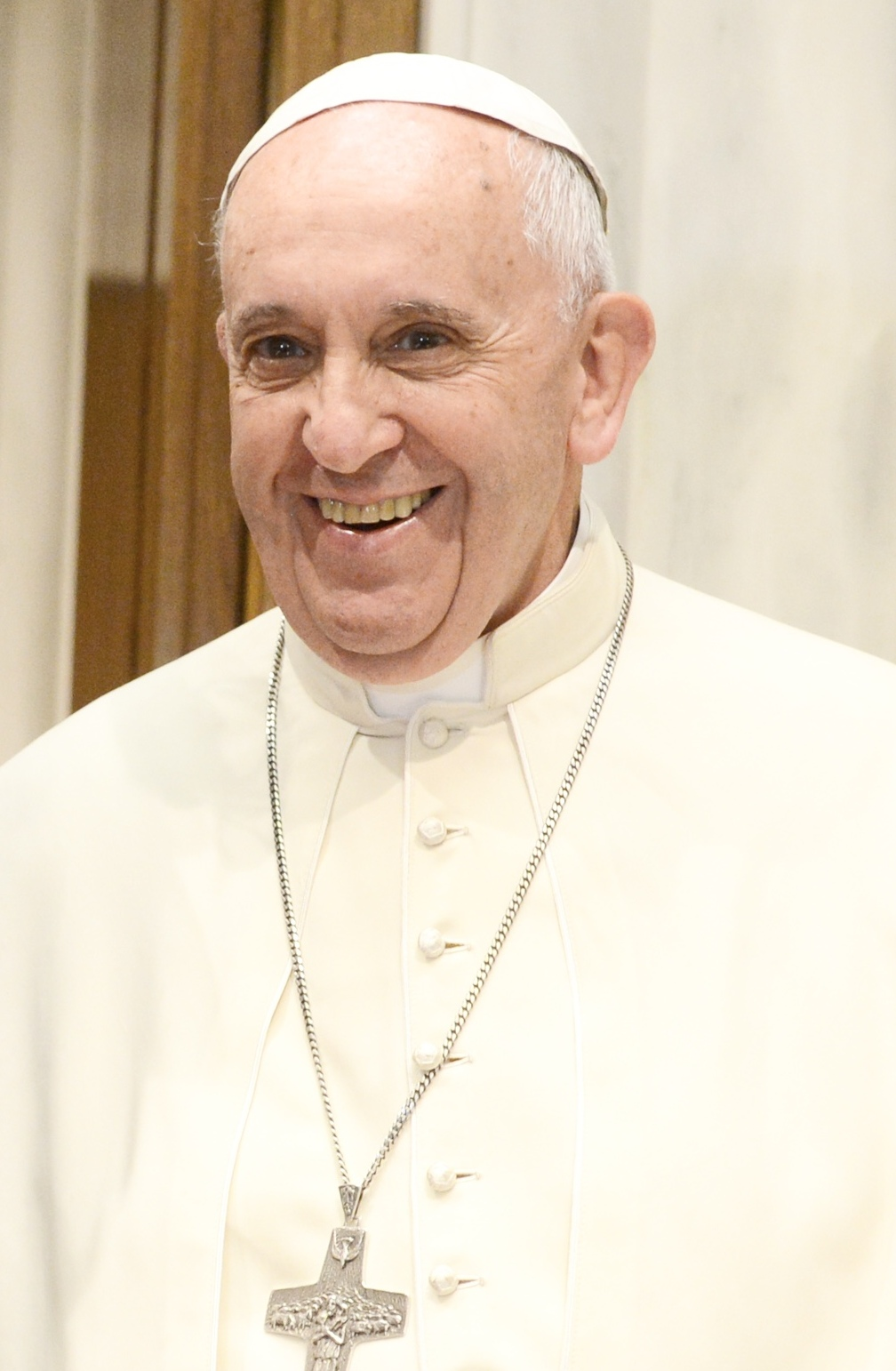
Francisco (fotografiado en 2015) fue el primer papa nacido en América, el primero Jesuita y el primero en la historia reciente, en conocer y convivir con su predecesor el papa emérito Benedicto XVI entre 2013 y 2022.

  - En la Ciudad del Vaticano, muere el papa Francisco a los 88 años, a las 07:35, hora local (UTC+2) tras sufrir un derrame cerebral.[221][222]
  - En Madrid, España, se inaugura la ampliación de la Línea 3 del Metro de Madrid hacia El Casar[223]
- 22 de abril: Militantes del Frente de Resistencia provocan un tiroteo dirigido contra turistas en Cachemira que deja al menos 28 muertos; Cachemira es una región disputada por India y Pakistán, lo que aumenta las tensiones entre ambos países.[224]
- 23 de abril: 
  - Se registra un terremoto de 6,2 con epicentro en las costas de la provincia de Estambul, Turquía, causando algunos daños y más de 300 heridos.[225]
  - En la Ciudad de México, se reabren las estaciones del tramo Chapultepec–Cuauhtémoc de la Línea 1 del Metro de la Ciudad de México, como parte de las obras de remodelación de dicha línea iniciadas en 2022.[226]
- 25 de abril:
  - Se registra un terremoto de 6,1 en la provincia de Esmeraldas, Ecuador, causando varios daños y más de 20 heridos.[227]
  - Por presunto suicidio, fallece Virginia Giuffre, una de las principales demandantes de Jeffrey Epstein y del príncipe Andrés por abuso y tráfico sexual.[228]
- 26 de abril:
  - Se celebró en la Basílica de San Pedro, en la Ciudad del Vaticano, el funeral del Papa Francisco, fallecido a los 88 años de edad.[229]

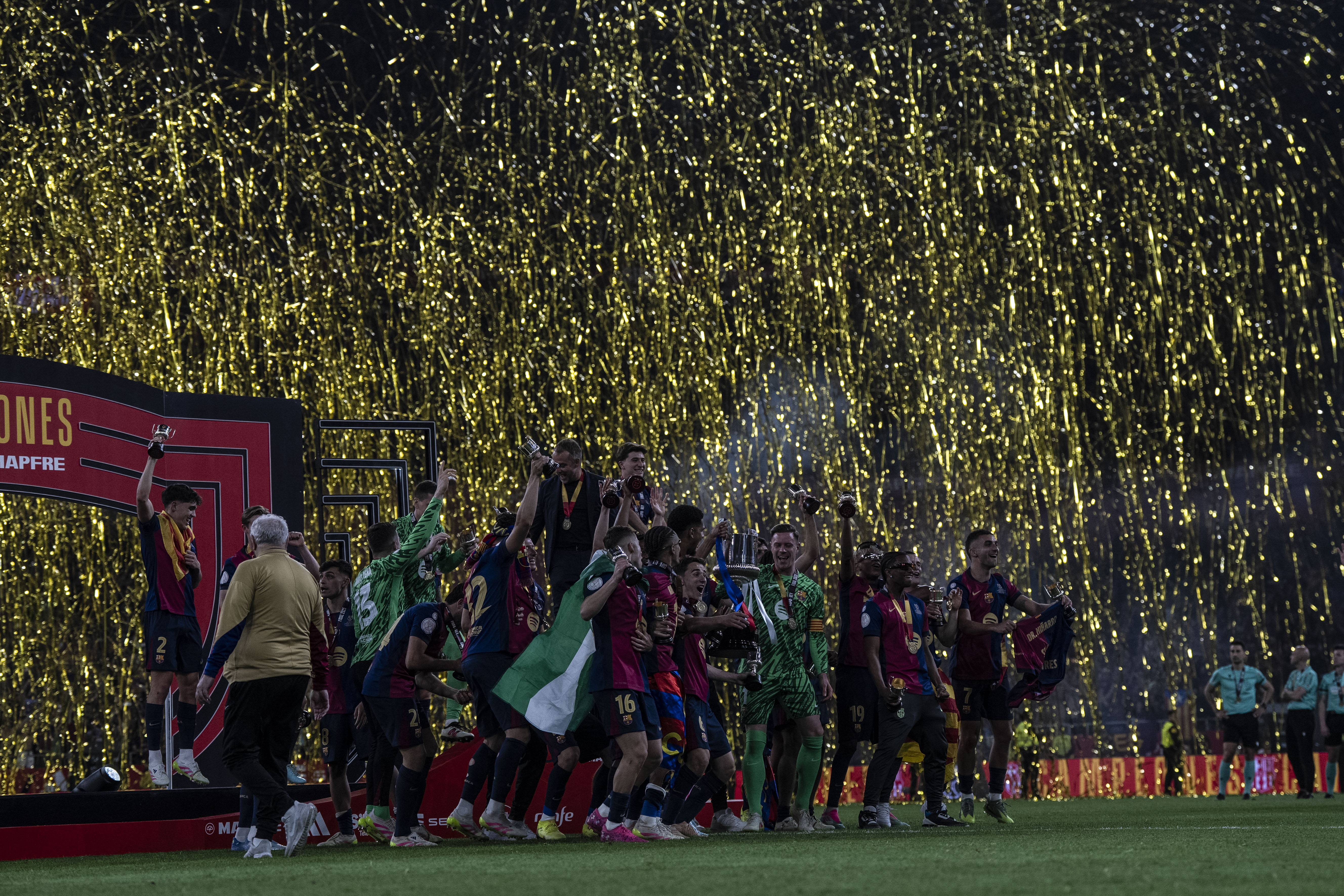
Imagen de la celebración de la victoria del Fútbol Club Barcelona tras ganar la final de la Copa del Rey contra el Real Madrid, ganando su trigésimo segundo título en su historia.

- - En España, el Barcelona se proclama campeón de la Copa del Rey tras vencer 3-2 al Real Madrid.[230]

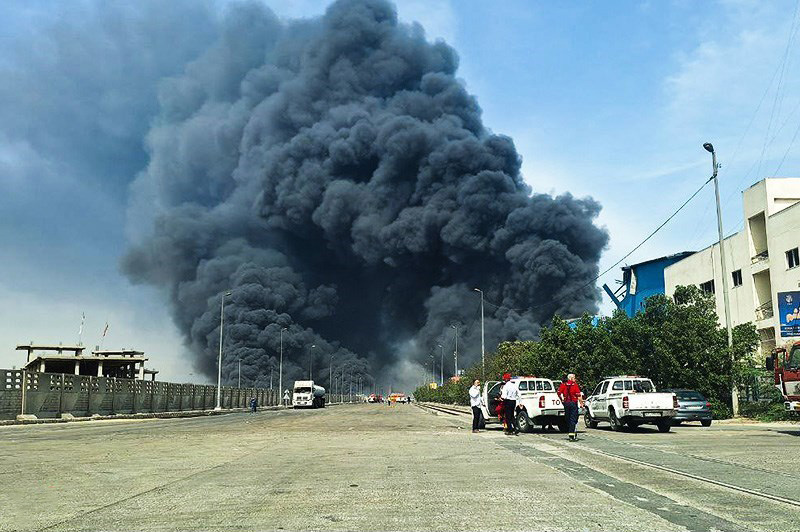
El 26 de abril de 2025 en el puerto de Bandar Abbás, Irán aproximadamente a las 12:10 de hora loca se registró una explosión qué dejó a 800 personas heridas y 70 personas fallecidas.

- - En Irán se registra una explosión que deja 28 muertos.[231]
  - En Vancouver, Canadá, ocurre un atropello masivo que deja 11 muertos y más de 20 heridos.[232]
- 27 de abril:
  - En México, comienzan los trabajos de construcción de los trenes de pasajeros como parte de los planes del Programa Nacional Ferroviario de 2018 a 2050, iniciando su primera fase en el tramo Ciudad de México-Querétaro con una longitud de 242 km.[233][234]
  - En Reino Unido el Liverpool obtiene su vigésimo título de la Premier League al quedar campeón matemáticamente tras vencer 5-1 al Tottenham Hotspur.

- 28 de abril: 

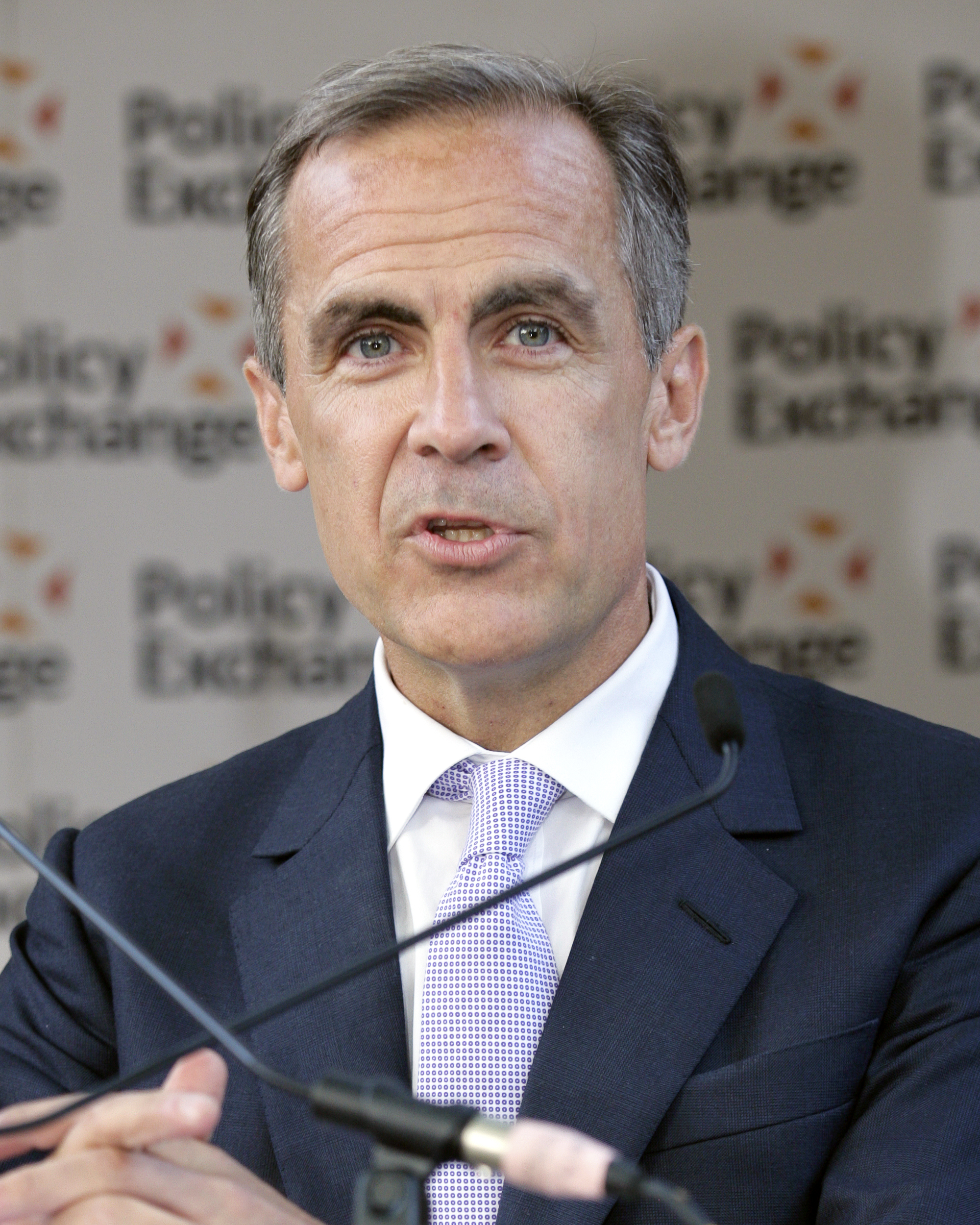
El primer ministro Mark Carney es reelegido en Canadá.

  - En Canadá se realizan las elecciones generales. Donde el primer ministro Mark Carney fue reelegido.[235]

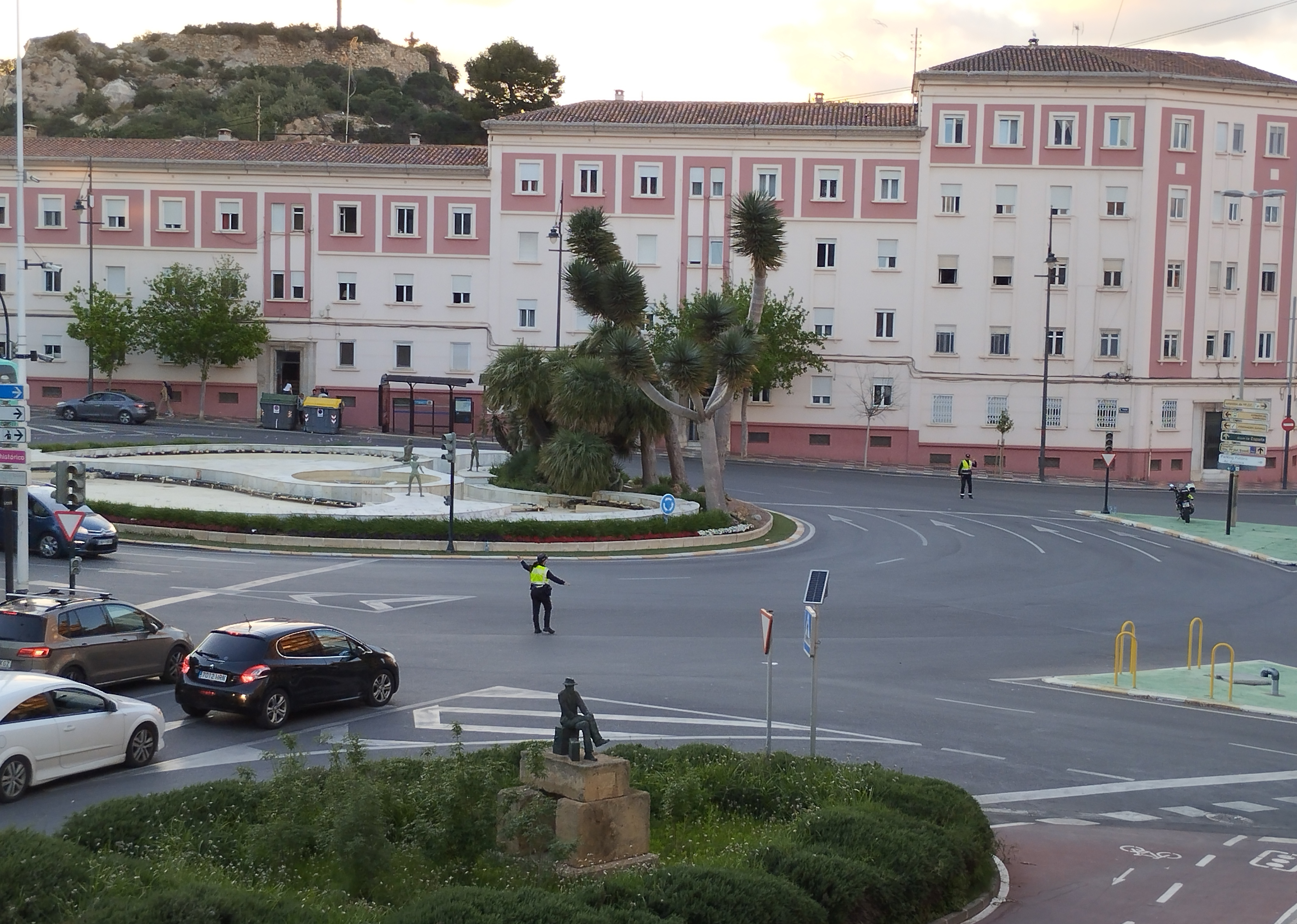
El 28 de abril de 2025 ocurrió un apagón en la Península Ibérica y zonas de Francia afectando específicamente a Andorra, Portugal, España y el sur de Francia. El corte de energía ha provocado dificultades severas en las comunicaciones, sistemas de transporte y sectores esenciales como hospitales y servicios de emergencia. Imagen de agentes de la policía local de Cartagena regulando el tráfico en la plaza de las Puertas de San José.

- - Un apagón generalizado afecta a los países de la península ibérica y a Francia.[236]
  - Un auto impacta contra un centro infantil en Chatham, Illinois, Estados Unidos. Mueren al menos cuatro personas, incluidos niños.[237]
- 29 de abril: en México, se realiza el primer simulacro nacional del año, por sismos y tsunamis, activándose la alerta sísmica para la zona de cobertura sísmica, no se reportan mayores incidentes tras este simulacro. Se espera que el siguiente simulacro se realice en septiembre, en el marco de los 40 años del Terremoto de México de 1985.[238]

### Mayo
- 1 de mayo:
  - En Ecuador se celebra el centenario del Barcelona Sporting Club.[239]
  - Fallece Manolo «el del Bombo» a los 76 años de edad.[240]
  - La señal de 12 horas de Disney XD en los Países Bajos cesa sus emisiones y es reemplazada por Disney Jr.
- 2 de mayo: En el sur de Chile y Argentina, se registra un terremoto de 7,5 que genera una alerta de tsunami.[241]
- 3 de mayo: En Singapur se celebran elecciones generales. el Partido de Acción Popular, liderado por Lawrence Wong, gana la reelección por una mayoría aplastante y forma un gobierno con una supermayoría.[242]
- 4 de mayo: En Alemania, el Bayern Múnich obtiene su trigésimo cuarto título de la Bundesliga al quedar campeón matemáticamente, tras que el Bayer Leverkusen empate 2-2 con el Friburgo.[243] A la vez, este es el primer título oficial de Harry Kane en lo que va de su carrera.[244]
- 5 de mayo:
  - Microsoft cierra los servidores de Skype tras más de 21 años en servicio, mudando la información y contactos de los usuarios de esta plataforma a Microsoft Teams.[245]
  - Se cumplen 100 años del famoso Juicio de Scopes.[246]
- 6 de mayo:
  - La India lanza varios misiles contra territorio paquistaní en respuesta al ataque en Pahalgam ocurrido dos semanas antes.[247]
  - El gobierno de Estados Unidos anuncia la liberación de los 5 asilados que aún permanecían dentro de la embajada argentina en Caracas que sufrió un asedio de 10 meses por las fuerzas de seguridad del régimen de Nicolás Maduro, según el secretario de Estado, Marco Rubio en una «exitosa operación de rescate».[248]
- 7 de mayo: Se inicia el Cónclave de 2025, para elegir al nuevo papa de la Iglesia católica, será el número 267, sucesor del Papa Francisco quien falleció el 21 de abril.[249]

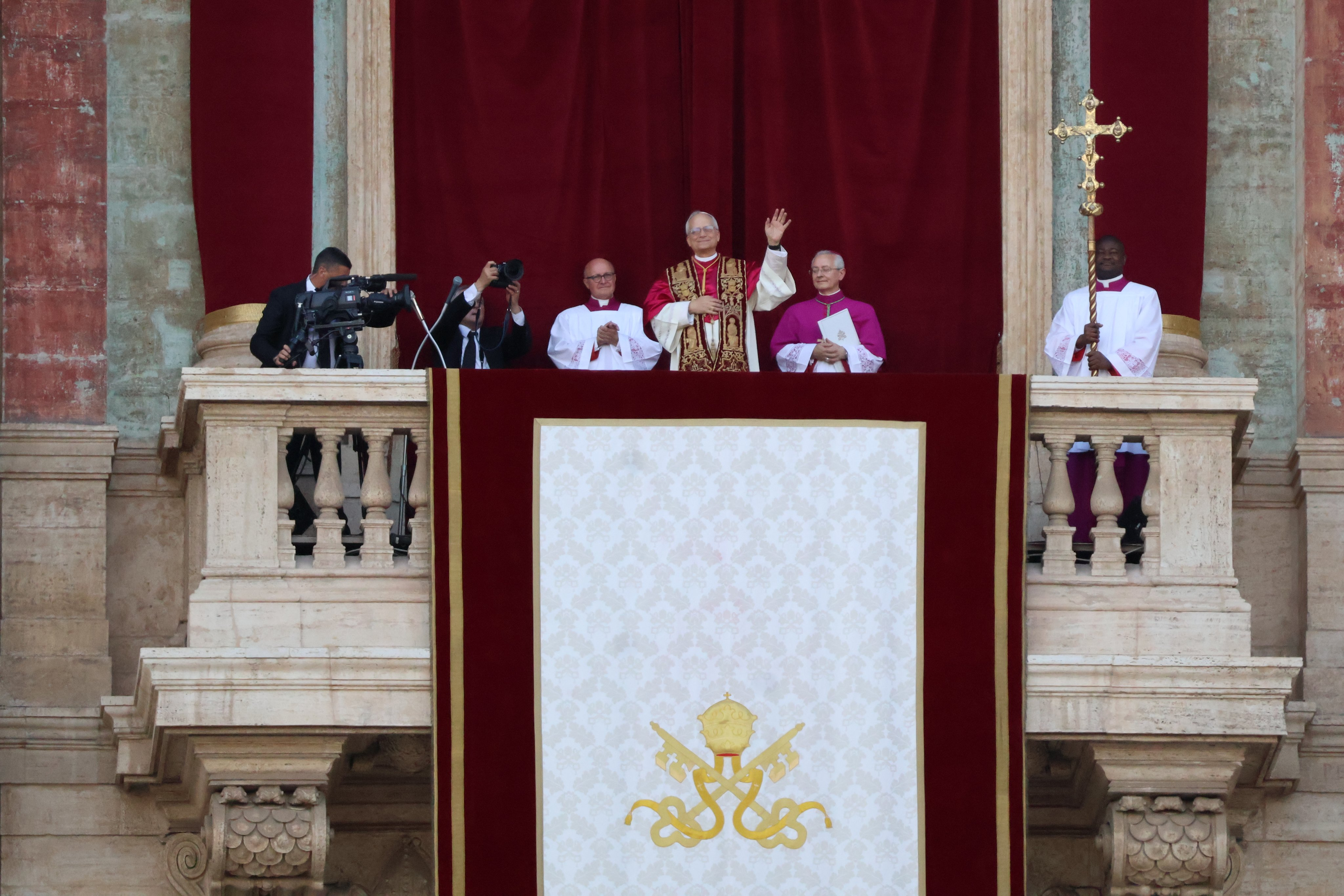
El papa León XIV, recién elegido, se asoma para saludar a la gente presente en la plaza de San Pedro.

- 8 de mayo: León XIV (Robert Prevost) es elegido nuevo papa de la Iglesia Católica, siendo el número 267 y sucesor del papa Francisco.[250]
- 9 de mayo: Se cumplen 80 años de la victoria de la Unión Soviética sobre la Alemania nazi en la Segunda Guerra Mundial.[251]
- 10 de mayo:
  - La nave espacial soviética Cosmos 482, se estrella en el Océano Índico después de 53 años de una misión fallida hacia Venus impactando contra el suelo a 242 km/h.[252][253]
  - El gobierno de Donald Trump se comunica con los gobernantes de India y Pakistán, y logran llegar a un acuerdo de alto al fuego definitivo, «usando el sentido común» según palabras de Trump; un paso importante para detener la tensión entre los dos países asiáticos.[254]
  - Al menos treinta viajeros mueren y varios vehículos son incendiados en un ataque incendiario y tiroteo masivo perpetrado por hombres armados sospechosos de pertenecer a la Red de Seguridad Oriental, separatistas de Biafra, a lo largo de la carretera Okigwe - Owerri en el estado de Imo, en el sureste de Nigeria.[255]
- 11 de mayo: En Uruguay se celebraron elecciones departamentales y municipales.
- 12 de mayo: 
  - Después de más de cuatro décadas de conflicto armado contra el Estado turco, el Partido de los Trabajadores del Kurdistán (PKK) anuncia su disolución.[256]
  - El basquetbolista argentino Ricardo González cumple 100 años de edad.[257]
- 13 de mayo:
  - A sus 89 años de edad, fallece el expresidente uruguayo Pepe Mujica.[258]
  - Inicia en la ciudad de Basilea, Suiza, la 69.ª edición del Festival de la Canción de Eurovisión.[259] Este evento culminó el 17 del mismo mes,[260] dando como ganador a Austria con la canción Wasted Love de JJ.[261]
- 15 de mayo: En España el Barcelona obtiene su vigésimo octavo título de la Primera División de España al quedar campeón matemáticamente tras vencer 2-0 al R. C. D. Espanyol en el derbi barcelonés.[262]
- 16 de mayo: Un fuerte temporal empieza a afectar el área metropolitana de Buenos Aires, Argentina. Provocando la evacuación de miles de personas.[263]
- 17 de mayo: En Nueva York, Estados Unidos, ocurre la colisión de un barco mexicano con el puente de Brooklyn dejando dos muertos y varios heridos.
- 18 de mayo:
  - Se celebran las elecciones parlamentarias portuguesas de 2025. La coalición Alianza Democrática, al mando de Luís Montenegro obtuvo la mayoría de votos, con un 32.10 % a favor.[264]
  - Se realiza, en la Ciudad del Vaticano, la misa de inicio del pontificado del papa León XIV, elegido como papa el pasado 8 de mayo durante la segunda jornada del Cónclave de 2025.[265]
  - Se pone en servicio, tras 3 años de obras, la Línea 11 del Trolebús de la Ciudad de México, que va desde el metro Santa Marta hasta Chalco. Dicha línea, junto a la Línea 10, es una de las más controvertidas y criticadas del Sistema de Transporte Eléctricos de la Ciudad de México, quienes acusan de ser un reemplazo al Metro.[266]
- 19 de mayo: 
  - La Corte Internacional de Justicia (CIJ) otorga a Guinea Ecuatorial la soberanía de la isla Mbañe, isla Cocoteros y la isla Conga frente a las reivindicaciones territoriales que el país vecino Gabón llevaba haciendo desde 1972.[267]
  - Fallece el guerrillero colombiano Martín Sombra, miembro de las extintas FARC.
- 20 de mayo: En la Ciudad de México, aproximadamente a las 07:30, hora local (UTC-6), son asesinados 2 funcionarios públicos cercanos a la jefa de gobierno Clara Brugada. Los hechos ocurrieron sobre la Calzada de Tlalpan a la altura de la estación Xola de la Línea 2 del Metro de la Ciudad de México. No se reportan detenidos tras estos hechos.[268]
- 21 de mayo:

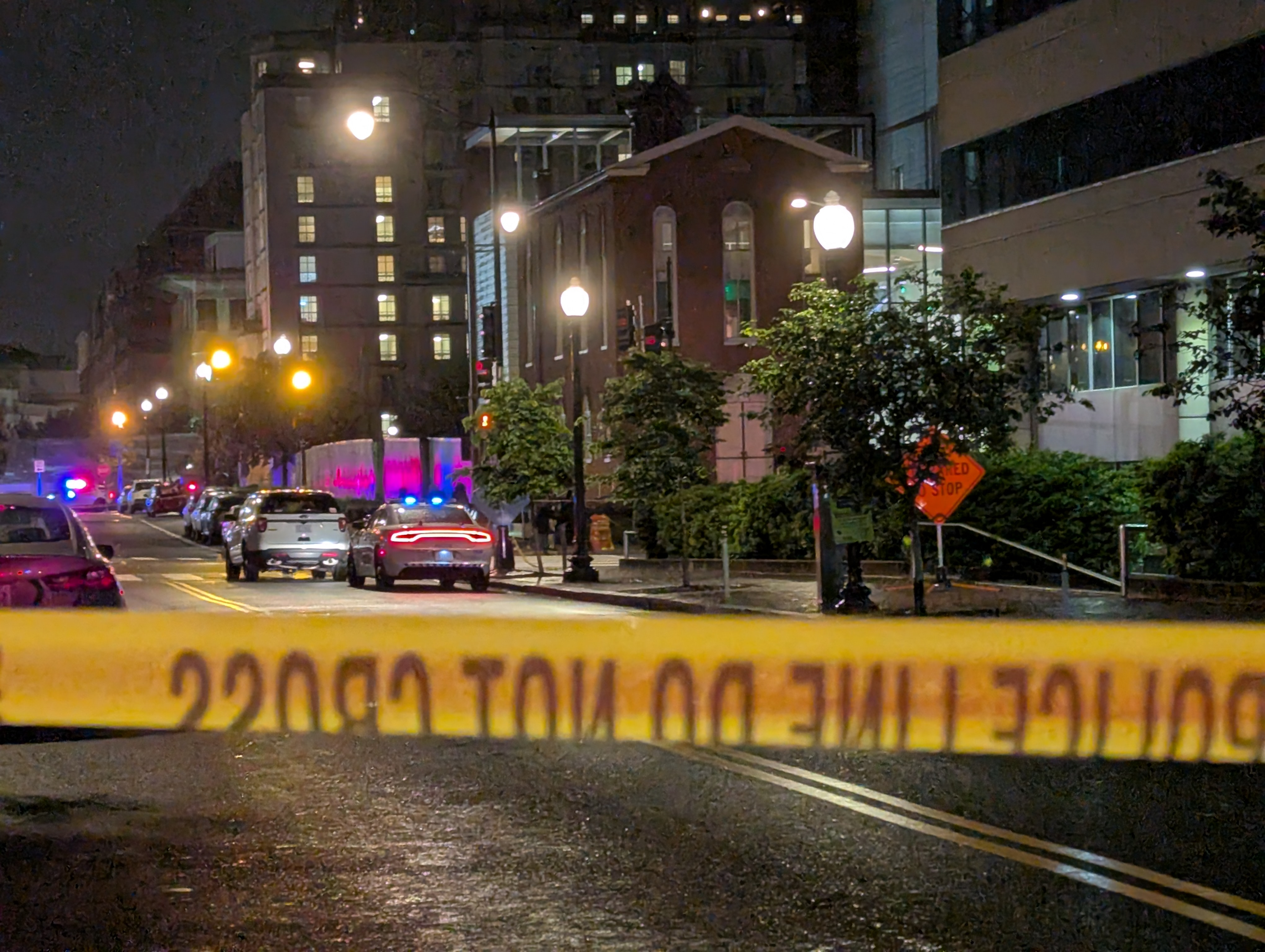
Vista del sitio acordonado por el Departamento de Policía Metropolitana poco más de tres horas después del ataque

  - Vista del sitio acordonado por el Departamento de Policía Metropolitana poco más de tres horas después del ataqueSon asesinados a tiros 2 empleados de la embajada israelí en Washington D. C., un hecho que se investiga como crimen de odio.[269]
  - Se desarrolló la Final de la Liga Europa de la UEFA 2024-25, en la cual el Tottenham ganó su tercera Europa League al ganar 1-0 contra el Manchester United.
- 22 de mayo: en San Diego, Estados Unidos, una avioneta se estrella en un barrio residencial dañando 15 casas, varios vehículos,  y dejando un número indeterminado de muertos.
- 24 de mayo: Daniel Noboa toma posesión como Presidente de Ecuador para el período 2025-2029.
- 25 de mayo: 
  - En Venezuela se celebraron elecciones regionales.
  - El Club Deportivo Toluca, se corona campeón del futbol mexicano torneo Clausura 2025, al imponerse ante 2 goles a cero al Club América. Con este título, el equipo rompe una sequía de 15 años sin coronarse campeones, siendo el último antecedente el Torneo Bicentenario 2010 y rompe la hegemonía americanista de títulos iniciada desde el Apertura 2023.[270]
  - Un ataque de cientos de miembros del Estado Islámico en el Gran Sahara contra una base militar en Eknewane, en el departamento de Tillia, en Níger, deja al menos 58 muertos en las filas del batallón de inteligencia y vigilancia de las fuerzas armadas nigerinas.[271][272]
- 26 de mayo: Ocurre un atropello masivo en Liverpool, Reino Unido, dejando 79 heridos.[273]
- 28 de mayo:
  - El Tribunal de comercio internacional de los Estados Unidos bloquea los aranceles recíprocos del presidente Trump al considerarlos inconstitucionales.[274]
  - En Breslavia, Polonia, el Chelsea Football Club se convierte en el primer equipo en ganar las cuatro competiciones principales de la UEFA tras derrotar 4 goles a uno al Real Betis en la Final de la Liga Conferencia de la UEFA 2024-25.
- 29 de mayo: El Tribunal de comercio internacional de Estados Unidos permite al Presidente Trump reactivar y seguir con los aranceles recíprocos, un paso importante para la economía del país. [275]
- 31 de mayo: Se desarrolla la Final de la Liga de Campeones de la UEFA 2024-25 en el Allianz Arena en Múnich, Alemania, en la cual el PSG goleó 5-0 al Inter de Milán, ganando su primera Champions League de la historia. Posteriormente, dos personas mueren en incidentes en Dax y París durante las celebraciones de la victoria, mientras que un policía resulta gravemente herido en un incidente similar en Coutances, más de 500 personas fueron detenidas.[276][277]

### Junio
- 1 de junio:
  - En Rusia, se lleva cabo  la Operación Telaraña, por parte de las Fuerzas Armadas de Ucrania, contra el corazón de Rusia, dañando gran parte de la flota de la Fuerza Aérea de Rusia, cuyo ataque tomó por sorpresa al mundo, rememorando el ataque japonés a Pearl Harbor, durante la Segunda Guerra Mundial.[278]
  - En México, se realizó la Elección Extraordinaria del Poder Judicial, siendo el Primer Proceso Judicial Electoral, que con una baja participación del 12% del padrón electora, se convirtió en la elección con menor participación electoral de los últimos años.[279][280] A la par se realizaron elecciones municipales en Durango y Veracruz, donde por primera vez desde que tomaron el poder, Morena pierde la mayoría de ciudades y ayuntamientos claves, siendo una significativa derrota en esos estado en comparación a lo logrado en las Elecciones Intermedias de 2021. [281][282][283]
  - El Club Atlético Platense se consagra como el ganador del apertura del campeonato de Primera División de Argentina tras derrotar 1-0 a Club Atlético Huracán, convirtiéndose en el primer título oficial del club.[284]
- 2 de junio:
  - El volcán Etna en Sicilia, Italia entra en erupción, dejando una columna de humo de al menos 5.000 metros y provocando la evacuación de algunos pobladores y turistas.[285]
  - En el Valle de México, se registra una fuerte tromba provocando múltiples daños materiales, severas inundaciones en varias alcaldías de la Ciudad de México y municipios del Estado de México, la suspensión temporal de la Línea A del Metro, y el caos vial en diversas vialidades, hasta el momento no se registra víctimas mortales y estas precipitaciones son consideradas como unas de las peores registradas en los últimos años. [286]
- 3 de junio: Se celebran las elecciones presidenciales de Corea del Sur de 2025, dando como ganador a Lee Jae-myung frente a Kim Moon-soo.[287]
- 4 de junio: El presidente Donald Trump firma una orden ejecutiva que prohíbe la entrada a Estados Unidos de personas de 12 países: Afganistán, Chad, Congo, Eritrea, Guinea Ecuatorial, Haití, Irán, Libia, Birmania, Somalia, Sudán y Yemen.[288]
- 5 de junio:
  - Nintendo lanza su consola Nintendo Switch 2 al mercado mundial, siendo la sucesora de la Nintendo Switch.[289]
  - Uzbekistán y Jordania se clasifican por primera vez en su historia a una Copa Mundial de la FIFA para su edición 2026, por medio de la clasificación de AFC.[290] Asimismo, la selección de Corea del Sur también asegura su clasificación al vencer a Irak por 2-0 en el mismo proceso clasificatorio.[291]
- 6 de junio: En Los Ángeles, Estados Unidos, se da inicio a una serie de protestas en contra de las redadas masivas del Servicio de Control de Inmigración y Aduanas (ICE) que busca deportar inmigrantes indocumentados del país.
- 7 de junio: En Bogotá, Colombia, el precandidato presidencial Miguel Uribe Turbay es víctima de un atentado durante un acto político en el cual recibió varios disparos, siendo 2 de ellos en la cabeza.[292]
- 8 de junio: En Colombia se registra un terremoto de 6.5 con epicentro en Paratebueno, Cundinamarca que se sintió en Bogotá y Villavicencio.[293]
- 10 de junio: 
  - Australia asegura su presencia a la Copa Mundial de la FIFA de 2026 y la sexta de forma consecutiva tras vencer 2-1 a Arabia Saudita, siendo la última selección que clasifica por medio de la tercera ronda de la clasificación de AFC.[294] Ese mismo día Brasil y Ecuador sellan su clasificación a dicho mundial por medio de la clasificación de la Conmebol; el Scratch logra su presencia en la cita mundialista tras vencer 1-0 a Paraguay, manteniendo su racha mundialista desde la primera edición; mientras que La Tri consiguió el cupo tras empatar 0-0 con Perú.[295][296]
  - En Graz, Austria, ocurre un tiroteo escolar que deja 11 muertos, incluyendo al perpetrador que se suicidó después de cometer la masacre. Este es el peor tiroteo escolar en la historia de Austria.[297]
- 11 de junio: Fallece el músico y compositor estadounidense Brian Wilson, miembro fundador del grupo musical The Beach Boys.[298]
- 12 de junio: Se estrella el vuelo 171 de Air India en Ahmedabad, India. Fallecen 241 personas a bordo de la aeronave y 53 en tierra con un total de 294 víctimas mortales.[299]Es el primer accidente fatal del Boeing 787, el peor accidente aéreo de la década del 2020 y el segundo peor accidente aéreo del siglo XXI (sin contar los atentados del 11 de septiembre del 2001).[300]
- 13 de junio:
  - Es asesinado Hossein Salami, el comandante en jefe del Cuerpo de la Guardia Revolucionaria Islámica en el marco de un bombardeo a gran escala de Israel a Irán.[301]
  - Ese mismo día, Irán lanza una serie de ataques de represalia contra Israel, iniciando la guerra Irán-Israel.
- 14 de junio: 

Copa Mundial de Clubes de la FIFA 2025.

  - Copa Mundial de Clubes de la FIFA 2025.Se inaugura la Copa Oro de la Concacaf 2025 con sede en  Estados Unidos y Canadá.
  - En Minnesota, Estados Unidos, son asesinados la legisladora estatal Melissa Hortman junto a su esposo, mientras que en otro punto fueron heridos de bala el senador estatal John Hoffman junto a su esposa; el responsable está fugitivo.[302]
  - En Estados Unidos, inicia la Copa Mundial de Clubes de la FIFA 2025, siendo la primera edición en el cual participan un total de 32 equipos.
- 15 de junio: Se registra un fuerte terremoto de 5,6 (6,1 de acuerdo al Instituto Geofísico del Perú) con epicentro en Callao, Perú, dejando dos muertos, cientos de heridos y provocando importantes daños materiales en la capital.[303]
- 19 de junio: En el océano Pacífico oriental, el huracán Erick toca tierra en Pinotepa Nacional, Oaxaca, México, como un huracán categoría 3 con vientos máximos de 205 km/h (125 mph), siendo así el huracán mayor más temprano en tocar tierra en cualquiera de las costas de México (Pacífico o Atlántico), superando con el huracán Emily de 2005.[304][305]
- 21 de junio:
  - En el marco de la guerra Irán-Israel, Estados Unidos ataca las principales instalaciones nucleares de Irán.[306]
  - Un globo aerostático sufre un incendio en pleno vuelo y se estrella cerca de Praia Grande, Brasil. Ocho de las 21 personas a bordo fallecieron.[307]
- 24 de junio: El presidente Trump logra un alto al fuego definitivo junto con Israel e Irán, de la guerra Irán-Israel, acabando 12 días después. [308]
- 30 de junio: 
  - Fallece la líder cívica y filántropa colombiana Nydia Quintero.
  - Se realizó la 58.ª edición del Congreso Internacional de Americanistas en la Universidad de Novi Sad, en Serbia, entre el 30 de junio y el 4 de julio. Igualmente, este fue el 150 aniversario del congreso.

### Julio
- 1 de julio: El Tribunal Constitucional de Tailandia suspende del cargo al primer ministro Paethongtarn Shinawatra en espera de un proceso para su destitución.[309]

- 3 de julio: El futbolista portugués Diogo Jota y su hermano André Silva, mueren en un accidente de tráfico en la provincia de Zamora en España.[310]
- 4 de julio: Se producen graves inundaciones en Texas, Estados Unidos, que dejan al menos 135 personas muertas y decenas de desaparecidas.[311]
- 6 de julio: Finaliza la Copa Oro de la Concacaf 2025; la selección de México consigue el bicampeonato y su 13.er título al ganar la final por 2-1 frente a la selección de Estados Unidos.[312]
- 8 de julio: En Guatemala, un terremoto de 5,7 deja 8 muertos y decenas de heridos, además de causar graves daños a edificios en tres departamentos del país. El terremoto fue precedido por un temblor de 4,8 treinta minutos antes del terremoto inicial.[313]

- 13 de julio: 

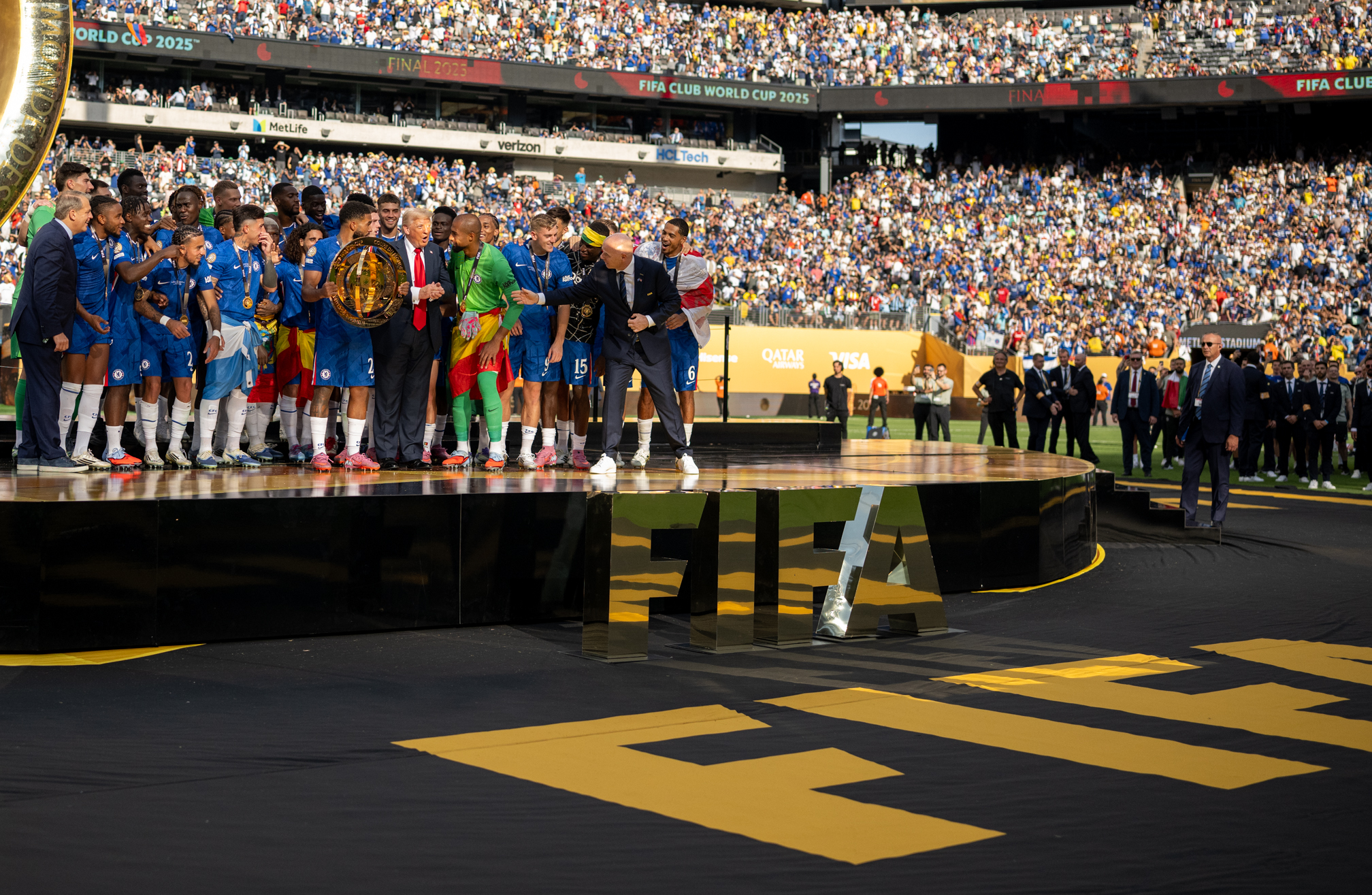
El Chelsea se consagró campeón de la Copa Mundial de Clubes de la FIFA por segunda vez en su historia. tras vencer en el MetLife Stadium al Paris Saint-Germain por marcador de 3-0 en la final de 2025.

  - Finaliza la Copa Mundial de Clubes de la FIFA 2025; Chelsea se alza con su segundo título tras golear 3-0 al PSG, en una final por primera vez  europea.[314]
  - El piloto británico Oliver Rowland de Nissan Formula E Team, se convierte en el campeón del Campeonato Mundial 2024-25 de Fórmula E, por primera vez, tras terminar en cuarto lugar en la segunda carrera del e-Prix de Berlín 2025, a falta de dos fechas para finalizar el campeonato.[315]
  - Estallan varios enfrentamientos en el sur de Siria entre grupos armados drusos y beduinos.[316]
- 14 de julio: Un terremoto de magnitud 5,3 con epicentro frente a la costa de Almería sacude el sureste de España. El terremoto, sentido en varias provincias españolas y en el norte de África, provoca algunos daños materiales leves pero sin víctimas.[317]
- 15 de julio: Al menos 20 personas mueren en un ataque perpetrado por hombres armados no identificados en una aldea de Riyom, estado de Plateau, Nigeria.[318]
- 16 de julio:
  - Ataques aéreos israelíes impactaron el Palacio Presidencial sirio y la sede del Estado Mayor General sirio en Damasco.[319]
  - La cantante estadounidense Connie Francis fallece a sus 87 años en Pompano Beach, Florida, a causa de una neumonía.[320]
  - En Alaska, Estados Unidos, ocurre un terremoto de 7,3.[321]
  - Al menos 61 personas mueren y decenas se reportan como desaparecidas tras un incendio en un centro comercial en la ciudad de Kut, Irak.[322]
- 17 de julio: Yulia Svyrydenko reemplaza a Denys Shmyhal como primer ministro de Ucrania.[323]
- 19 de julio: Al menos 38 personas mueren después de que un barco turístico se hundiera en la bahía de Ha Long, Vietnam.[324]
- 20 de julio: Dos fuertes terremotos de 6,7 y 7,4 sacuden la península de Kamchatka, en Rusia, activando las alertas de tsunami y causando daños estructurales leves.[325][326]
- 21 de julio:  
  - Al menos 31 personas, incluidos 25 niños, mueren y otras 170 resultan heridas después de que un avión de entrenamiento F -7BGI de la Fuerza Aérea de Bangladés se estrellara en un campus universitario y escolar en Daca, Bangladés.[327][328]
  - El brasileño Murilo Mutsabara lanza el sitio web Wplace, un proyecto de arte pixel colaborativo sobre un lienzo del mapa mundial que se convertiría en un fenómeno viral en internet.[329]
- 22 de julio: 
  - A sus 76 años de edad fallece el músico y compositor Ozzy Osbourne.[330]
  - Donald Trump anuncia la retirada de Estados Unidos de la Organización de las Naciones Unidas para la Educación, la Ciencia y la Cultura (UNESCO) en 2026, por «su postura contra el Estado de Israel».[331]
- 23 de julio: La Corte Internacional de Justicia (CIJ) dictamina que los países pueden demandarse entre sí por las emisiones históricas de gases de efecto invernadero y los impactos del cambio climático.[332]
- 24 de julio:
  - El vuelo 2311 de Angara Airlines, operado por un Antonov An-24, se estrella cerca de Tynda, en Siberia Oriental, Rusia. Las 49 personas a bordo fallecen.[333]
  - Producto de un paro cardiorrespiratorio, fallece Hulk Hogan, luchador profesional y leyenda de la WWE.[334]
  - Por disputas fronterizas, Tailandia y Camboya se atacan mutuamente en la frontera entre ambos países, el incidente ya deja varios muertos en ambos bandos.
- 28 de julio:
  - En Colombia, el expresidente Álvaro Uribe Vélez es declarado culpable por los delitos de soborno de testigos y fraude procesal, 4 días después es sentenciado a 12 años de prisión domiciliaria. De esta forma, Uribe se convierte en el primer mandatario en la historia del país en ser condenado por el sistema judicial.[335][336]
  - Un exjugador de fútbol americano universitario realiza un tiroteo masivo en un rascacielos de Manhattan asesinando a 4 personas antes de suicidarse, en el edificio están las oficinas de la NFL.
  - Muere la boxeadora "Locomotora" Alejandra Oliveras después de estar 2 semanas luchando contra un ACV

- 30 de julio: Un fuerte terremoto de 8,8 sacude la Península de Kamchatka en Rusia, activando las alertas de tsunami en gran parte del océano Pacífico, hasta la fecha el 6.º de mayor magnitud en la historia [337][338]
- 31 de julio: En El Salvador el congreso aprueba una reforma para extender el periodo presidencial de 5 a 6 años, eliminar la segunda vuelta en las elecciones y permitir la reelección indefinida, con lo cual el presidente Nayib Bukele podrá permanecer indefinidamente en el poder.[339]

### Agosto
- 3 de agosto: Un barco que transportaba migrantes procedentes de Etiopía volcó frente a las costas de Yemen, matando al menos a 68 personas y dejando más de 70 desaparecidas.[340][341]

- 6 de agosto: En Bolivia se celebra el bicentenario de la Declaración de Independencia de Bolivia.
- 8 de agosto: 
  - Se produce un incendio en la Mezquita-Catedral de Córdoba, uno de los monumentos más emblemáticos de España y Patrimonio de la Humanidad por la UNESCO. El fuego causó daños materiales significativos, aunque no hubo víctimas.[342]
  - El presidente de los Estados Unidos Donald Trump, junto con el primer ministro de Armenia Nikol Pashinián y el presidente de Azerbaiyán Ilham Alíyev, firman un acuerdo de paz entre ambas naciones que pone fin al Conflicto del Alto Karabaj después de 37 años.[343]
- 9 de agosto: Un joven de 17 años es arrestado después de que tres personas resultaran heridas en un tiroteo durante una disputa afuera de un restaurante Raising Cane's en Times Square, Nueva York, Estados Unidos.[344]
- 10 de agosto: 
  - En el Valle de México, se registra una fuerte tromba que provoca múltiples daños materiales, severas inundaciones en varias alcaldías de la Ciudad de México (especialmente del Centro Histórico) y municipios del Estado de México, la suspensión temporal de las Líneas 2, 3 y 5 del Metro y del Aeropuerto Internacional de la Ciudad de México. No se registran heridos o fallecidos por estas precipitaciones que son consideradas como las peores registradas desde 1952.[345]
  - Un terremoto de magnitud 6,1 se produjo en Balikesir, al oeste de Turquía, dejando 1 fallecido y al menos 52 heridos.[346]
- 11 de agosto: Luego de haber pasado 2 meses hospitalizado tras un atentado en su contra ocurrido durante un mitin político en la ciudad de Bogotá que se llevaba a cabo el pasado 7 de junio, el senador y precandidato presidencial Miguel Uribe Turbay fallece por una hemorragia en el sistema nervioso central.[347]
- 15 de agosto: 
  - En Alaska, Estados Unidos, se realiza la reunión entre Donald Trump y Vladímir Putin.
  - Una serie de inundaciones en India y Pakistán debido a fuertes lluvias matan a más de 250 personas.[348]
- 17 de agosto: En Bolivia se realizan las elecciones presidenciales, donde resultan vencedores los candidatos Rodrigo Paz Pereira y Jorge Quiroga, quienes disputarán la segunda vuelta el próximo 19 de octubre.[349]
- 19 de agosto: El político secesionista serbobosnio Milorad Dodik es destituido de su cargo de presidente de la República Srpska, entidad del país de mayoría étnica serbia.

### Septiembre
- 1 de septiembre: 
  - En México, toma de cargo de los nuevos ministros de la suprema corte de justicia de la nación.
  - Los canales Disney XD, Disney Jr., Nickelodeon, La Chaîne Disney y ABC Spark cesarán sus emisiones en Canadá.
- 9 de septiembre: Finalizarán las eliminatorias sudamericanas para el mundial de 2026.
- 19 de septiembre: Se cumplen 40 años del terremoto de México de 1985, que provocó uno de los peores desastres naturales de la historia de México.
- Durante septiembre: Se espera que se lleve a cabo la misión Artemis 2.

### Octubre
- 14 de octubre: Microsoft finalizará el soporte para Windows 10, que comenzó en julio de 2015.
- 26 de octubre: En Argentina están programadas las elecciones legislativas de 2025.

### Noviembre
- 6 de noviembre: se conmemoran 40 años de la Toma del Palacio de Justicia, tragedia sucedida en Colombia.
- 8 de noviembre: asume el presidente de Bolivia para el periodo 2025-2030.
- 10 de noviembre: Inicio de la Conferencia de las Naciones Unidas sobre el Cambio Climático de 2025 con sede en Belem, Brasil.[350]
- 13 de noviembre se conmemoran 40 años de la Tragedia de Armero (Colombia)
- 16 de noviembre: En Chile se realizarán las elecciones presidenciales y parlamentarias.
- 30 de noviembre: En Honduras se celebrarán las elecciones generales.

### Diciembre
- Durante diciembre: Se retira John Cena, una de las principales figuras de la WWE en las últimas décadas, dándole fin a su gira de despedida y a su carrera profesional tras su anuncio de que dejaría la lucha libre, el cual dio en julio del año pasado.[351][352]

### Fecha sin precisar
- Se espera que para este año se abra al público la ampliación de la Línea 12 del Metro de la Ciudad de México, partiendo desde Mixcoac hasta Observatorio, tras casi 10 años de retraso por dificultades técnicas y al colapso en una trabe entre las estaciones Tezonco-Olivos en mayo de 2021.[353]
- Se espera que los billetes de la denominación 20, 50 y 100  de la familia F y anteriores familias del pesos mexicanos dejen de circular en todo México.[354]
- Se prevé que para entonces, Rusia prohibirá el uso de softwares internacionales en agencias gubernamentales, solo permitiendo aquellos que hayan sido preaprobados por el Gobierno ruso.
- Se esperaba que las sondas Voyager 1 y 2 agotasen su fuente de energía. Aunque los científicos de la NASA, por las nuevas maniobras tomadas, lograron extender su vida útil hasta una década más.[355]
- Se espera una resolución del conflicto territorial entre Belice y Guatemala ante la Corte Internacional de Justicia tras posponerlo por 5 años.

## Eventos religiosos
- Se realizó el Cónclave de 2025 tras el fallecimiento del papa Francisco, entre el 7 y el 8 de mayo.[249]
- Se realiza el Jubileo de 2025, entre el 24 de diciembre de 2024 y el 6 de enero de 2026, ocurriendo íntegramente durante todo 2025.
- Se desarrolló el 3.º Congreso Europeo del Movimiento Misionero Mundial, del 22 de julio al 28 de julio en el Opiquad Arena en Monza, Italia.

## Deportes

### Automovilismo y Motociclismo
- Se desarrollará la 47.ª edición del Rally Dakar 2025, por sexto año consecutivo en Arabia Saudita.

- Se desarrollará la 76.ª de la edición de la Temporada 2025 de Fórmula 1
- Se desarrollará la 9.ª de la edición Temporada 2025 del Campeonato de Fórmula 2 de la FIA
- Se desarrollará la 7.ª de la edición de la Temporada 2025 del Campeonato de Fórmula 3 de la FIA

- Se desarrollará la 16.ª edición de la Temporada 2025 del Campeonato del Mundo de Moto2
- Se desarrollará la 14.ª edición de la Temporada 2025 del Campeonato del Mundo de Moto3

### Baloncesto
- Se desarrollará la 74.ª edición de la All-Star Game de la NBA 2025.
- Se desarrollará la 80.º edición de la Temporada 2025-26 de la NBA.

### Béisbol
- Se desarrollará la 121.ª de la edición de la Temporada 2025 de las Grandes Ligas de Béisbol.

### Ciclismo
- Se desarrollará la 108.ª de la edición del Giro de Italia 2025
- Se desarrollará la 112.ª de la edición del Tour de Francia 2025
- Se desarrollará la 80.ª de la edición de la Vuelta a España 2025
- Se desarrollará la 83.ª de la edición del París-Niza 2025

### Fútbol
- Se desarrollará la nueva edición de la Copa Mundial de Clubes de la FIFA en Estados Unidos.
- Se desarrollará la Final de la Liga de Campeones de la UEFA 2024-25 en el Allianz Arena en Múnich, Alemania.
- Se desarrollará la 10.ª edición de la Copa América Femenina 2025 en Ecuador
- Se desarrollará la 1.ª edición de las Eliminatorias Sudamericanas Femeninas rumbo al Mundial de 2027
- Se desarrollará la 71.ª edición de la Liga de Campeones de la UEFA 2025-26
- Se desarrollará la 55.ª edición de la Liga Europa de la UEFA 2025-26
- Se desarrollará la 25.ª de la edición de la Liga de Campeones Femenina de la UEFA 2025-26
- Se desarrollará la 5.ª de la edición de la Liga Conferencia de la UEFA 2025-26.
- Se desarrollará la 45.ª de la edición de la Copa Chile 2025
- Se desarrollará la 101.ª de la edición de la Allsvenskan 2025
- Se desarrollará la 6.ª de la edición de la Copa de la Liga Profesional 2025
- Se desarrollará la 145.ª de la edición de la FA Cup 2025-26
- Se desarrollará la 94.ª de la edición de la Serie A (Italia) 2025-26
- Se desarrollará la 41.ª de la edición de la Supercopa de España de fútbol 2025
- Se desarrollará la 15.ª de la edición de la Copa Argentina 2025.
- Se desarrollará la 23.ª de la edición de la Copa Colombia 2025.
- Se desarrollará la 50.ª de la edición de la Copa Venezuela 2025.
- Se desarrollará la 6.ª de la edición de la Copa de la Liga Profesional 2025..
- Se desarrollará la 111.ª de la edición del Torneo Clausura 2025 (México).
- Se desarrollará la 112.ª de la edición de la Torneo Apertura 2025 (México).
- Se desarrollará la 66.ª de la edición de la Copa Libertadores 2025.
- Se desarrollará la 33.ª de la edición de la Recopa Sudamericana 2025.
- Se desarrollará la 50.ª de la edición de la Supercopa de la UEFA 2025.
- Se desarrollará la 95.ª de la edición de la segunda división de España 2025-26
- Se desarrollará la 24.ª de la edición de la Copa Sudamericana 2025.
- Se desarrollará la 16.ª de la edición de la Copa Libertadores Femenina 2025.
- Se desarrollará la 23.ª de la edición de la Copa Colombia 2025.
- Se desarrollará la 95.ª de la edición de la primera división de España 2025-26.
- Se desarrollará la 95.ª de la edición de la Campeonato de primera división 2025 (Argentina).
- Se desarrollará la 66.ª de la edición de la Copa de la Liga de Inglaterra 2025-26.
- Se desarrollará la 109.ª de la edición de la primera división de Chile 2025.
- Se desarrollará la 109.ª de la edición de la Liga 1 2025 (Perú).
- Se desarrollará la 145.ª edición de la FA Cup 2025-26.
- Se desarrollará la 95.ª de la edición de la segunda división de España 2025-26.
- Se desarrollará la 41.ª de la edición de la Supercopa de España de fútbol 2025.
- Se desarrollará la 94.ª de la edición de la Serie A (Italia) 2025-26.
- Se desarrollará la 63.ª de la edición de la 1. Bundesliga 2025-26.
- Se desarrollará la 69.ª de la edición de la primera división de Venezuela 2025.
- Se desarrollará la 109.ª de la edición de la primera división de Chile 2025.
- Se desarrollará la 94.ª de la Serie B (Italia) 2025-26.
- Se desarrollará la 12.ª edición de la Serie C (Italia) 2025-26.
- Se desarrollará la 10.ª edición de la English Football League One 2025-26.
- Se desarrollará la 22.ª edición de la English Football League Two 2025-26.
- Se desarrollará la 38.ª edición de la Supercopa de Italia 2025.
- Se desarrollará la 88.ª edición de la Ligue 1 2025-26.
- Se desarrollará la 69.ª edición de la primera división de Venezuela 2025.
- Se desarrollará la 11.ª edición de la Supercopa Argentina 2024.
- Se desarrollará la 48.ª edición de la Copa Venezuela 2025.
- Se desarrollará la 122.ª edición de la Copa del Rey 2025-26.
- Se desarrollará la 5.ª edición de la Primera Federación 2025-26.
- Se desarrollará la 39.ª edición de la Premier League 2025-26.
- Se desarrollará la 7.ª edición de la Copa Paraguay 2025.
- Se desarrollará la 37.ª edición de la Copa de Brasil 2025.
- Se desarrollará la 122.ª edición de la Copa del Rey de fútbol 2025-26.
- Se desarrollará la 66.ª edición de la Copa de la Liga de Inglaterra 2025-26.
- Se desarrollará la 22.ª edición de la English Football League Championship 2025-26.
- Se desarrollará la 52.ª edición de la 2. Bundesliga 2025-26.

### Fútbol americano
- Se desarrolló el Super Bowl LIX el 9 de febrero en el Caesars Superdome de Nueva Orleans, Estados Unidos.
- Se desarrollará la 106.ª edición de la Temporada 2025 de la NFL.

### Lucha libre
- Se desarrollará la 41.ª edición de WrestleMania 41 de la WWE en el estadio Allegiant Stadium de Las Vegas, Estados Unidos.

### Multideportivo
- Se desarrollará en una fecha por confirmar los XX Juegos Bolivarianos de 2025 en las ciudades de Lima y Ayacucho, Perú

### Rugby
- Se desarrollará la 131.ª edición del Torneo de las Seis Naciones.
- Se desarrollará la 12.ª edición del The Rugby Championship 2025.

- Se desarrollará la 10.ª edición de la Copa Mundial de Rugby Femenina en Inglaterra.

### Tenis
- Se desarrollará la 113.ª edición del Abierto de Australia 2025, del 12 al 26 de enero.
- Se desarrollará la 124.ª edición del Torneo de Roland Garros 2025, del 25 de mayo al 8 de junio.
- Se desarrollará la 138.ª edición del Campeonato de Wimbledon 2025, del 30 de junio al 13 de julio.
- Se desarrollará la 145.ª edición del Abierto de Estados Unidos 2025, del 25 de agosto al 7 de septiembre.

## Arte y espectáculo
- El 5 de enero se desarrolló la 82.ª edición de los Premios Globo de Oro.
- el 2 de febrero tuvo lugar la 67.ª edición de los Premios Grammy.
- El 7 de febrero se desarrolló la 30.ª edición de los Premios de la Crítica Cinematográfica.
- El 8 de febrero se desarrolló la 39.ª edición de los Premios Goya
- Del 23 de febrero al 1 de marzo, se desarrolló la 64.ª edición de LXIV Festival Internacional de la Canción de Viña del Mar (2025)
- El 2 de marzo se desarrolló la 97.ª edición de los Premios Óscar.
- Del 21 al 23 de marzo se desarrolló la 13.ª edición de Lollapalooza Chile 2025.
- El 21 de noviembre se desarrollará la 74.ª edición del Miss Universo en  Bangkok, Tailandia.

- Se desarrollará la 45.ª edición de los Premios Brit.
- Se desarrollará la 53.ª edición de los Premios Martin Fierro.
- Se desarrollará la 7.ª edición de los Premios Martin Fierro Digital.

## Cine
- Los tipos malos 2
- Dog Man
- Elio
- F1
- Nonnas
- Una película de Minecraft
- Lilo & Stitch
- Superman
- Captain America: Brave New World
- The Fantastic Four: First Steps
- Karate Kid: Legends
- Colorful Stage! La película: Miku no puede cantar
- Las guerreras K-pop
- Ne Zha 2
- Zootopia 2
- Cómo entrenar a tu dragón

## Propiedades matemáticas
El número 2025 tiene algunas propiedades matemáticas singulares:
- Es un número cuadrado perfecto al ser el cuadrado de un número entero:

452 = 2025.
- Es un número octagonal centrado que cumple su fórmula:

(2 x 2025 - 1)2 = 4 x 20252 - 4 x 2025 + 1 = 16 394 401.
- Es un número de Harshad o número de Niven ya que la suma de sus dígitos es divisible por 9:

(2025) / (2+0+2+5) = 225.
- Es un número cortés al ser suma de varios números consecutivos:

403 + 404 + 405 + 406 + 407 = 2025.
- Es el cuadrado de la suma de los diez primeros dígitos:

(0 + 1 + 2 + 3 + 4 + 5 + 6 + 7 + 8 + 9) 2 = 2025
- Es la suma de los cubos de los diez primeros dígitos:

03 + 13 + 23 + 33 + 43 + 53 + 63 + 73 + 83 + 93 = 2025
- La suma de él mismo con su inverso 5202 es un número palíndromo:

2025 + 5202 = 7227.